# 圣日耳曼昂莱
圣日耳曼昂莱（法語發音：[sɛ̃ ʒɛʁmɛ̃ ɑ̃ lɛ] ⓘ），法国中北部城市，法兰西岛大区伊夫林省的一个市镇，同时也是该省的一个副省会，下辖圣日耳曼昂莱区，其市镇面积为51.94平方公里，2022年1月1日时人口数量为45,286人，是该省人口第三多的市镇，在法国城市中排名第157位。
圣日耳曼昂莱位于伊夫林省东部，塞纳河左岸。圣日耳曼昂莱是法国艺术与历史之城之一，其建城与同名城堡密切相关，后者自中世纪中期至法国大革命间多次成为法兰西王国的皇室，查理九世、亨利二世、路易十三、路易十四以及奥尔良公爵菲利普一世、曼恩公爵路易-奥古斯特·德·波旁等国王及君主出生于此，其中路易十四在1661至1682年间将圣日耳曼昂莱设为法兰西王国国都。现代圣日耳曼昂莱是一个区域性的工商业中心，博士、嘉吉等跨国公司在法国总部设于此地。圣日耳曼昂莱也是巴黎西部的一个卫星城，通过法兰西岛大区快铁A线连接巴黎市区。

## 地名来源
“圣日耳曼”一名来源于天主教圣人巴黎的日耳曼，后者出生于欧坦，曾于555至576年间担任巴黎主教，并在此期间修建了圣日耳曼德普雷修道院。“莱”则来源于当地森林的拉丁语名称“Ledia”，其含义尚未考证。

## 历史
圣日耳曼昂莱始建于中世纪，17世纪时曾一度成为法兰西王国首都，是伊夫林省内唯二的艺术与历史之城之一（另一座为凡尔赛），并自2018年起获得“皇家都市”（Ville impériale）的称号。

### 起源至建城

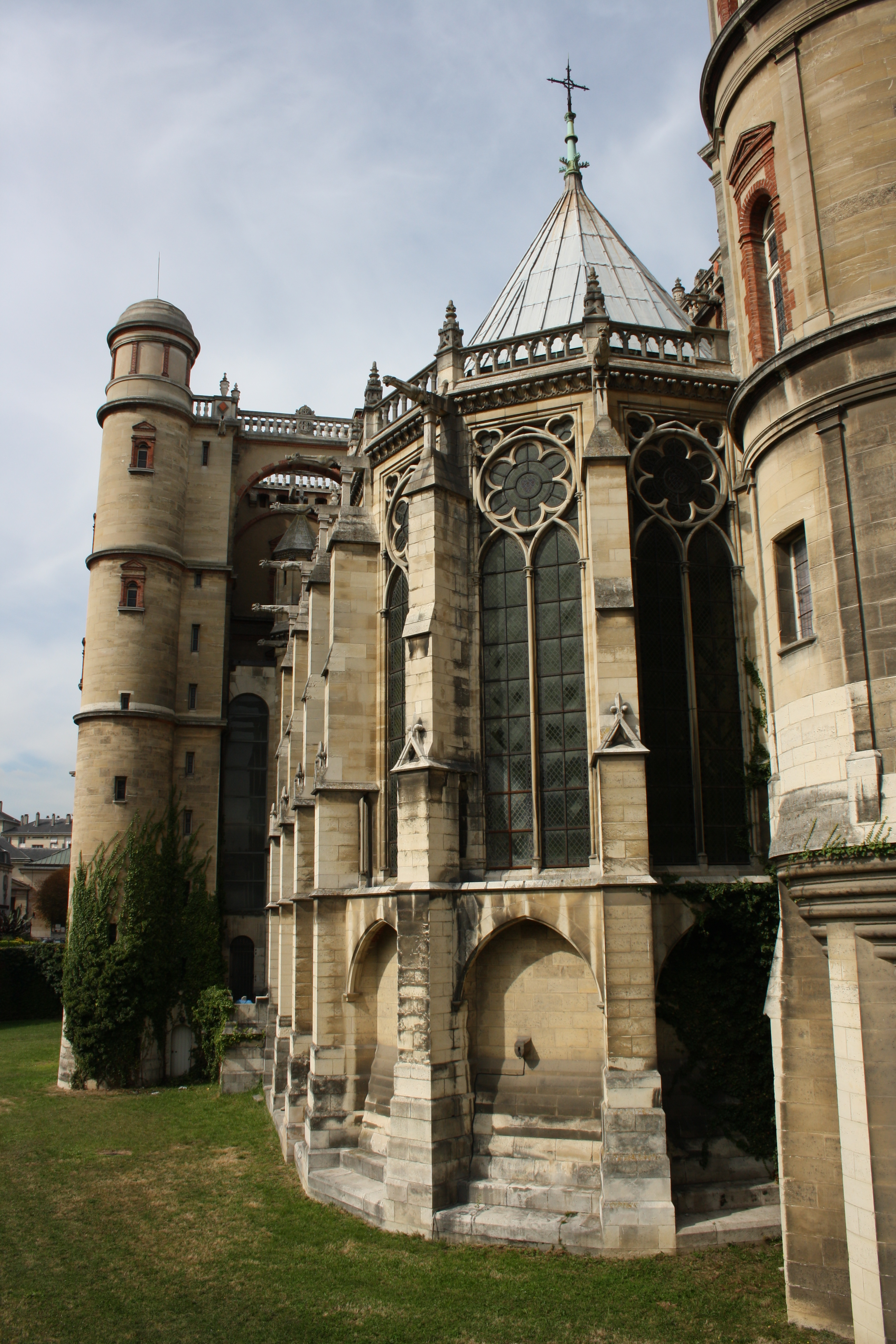
圣日耳曼小教堂

圣日耳曼昂莱所处的塞纳河谷森林区域内曾发现新石器时期的人类活动遗迹，古典时期，该区域可能是卡努特人的活动范围。罗马人入侵后，一条沿比佐溪延伸的罗马道路亦由此通过，但彼时圣日耳曼昂莱的聚落风貌尚无从考证。
约公元7世纪末，法兰克国王希尔德里克二世在圣日耳曼昂莱主持修建了以圣人莱热命名的教堂。公元9世纪中，维京人在进攻法兰克人腹地时曾将圣日耳曼昂莱作为巴黎围城战的一个重要据点。而圣日耳曼昂莱作为城镇直至996年才首次被记录，彼时，法兰西国王罗贝尔二世喜好狩猎，他为此将塞纳河左岸的大片森林开辟为皇家林场，此后又主持在此修建了一处纪念日耳曼的教堂并以此设立堂区，这一地区逐渐形成聚落，成为圣日耳曼昂莱的城市前身。1124年，路易六世在圣日耳曼昂莱修建了首处皇家居所，并在其手记中将其描述为“宫殿”（palatium）。
1238年，路易九世在此修建了圣人小教堂（Sainte-Chapelle），十年后又在巴黎西岱岛上修建了相同风格的圣礼拜堂，后者成为的巴黎市区的标志性建筑物之一。1286年，圣日耳曼昂莱被腓力四世设为综合都铎区，巴黎附近的默东家族成员罗贝尔（Robert）被御用为腓力四世的皇家糕点师并长居于此，其后代与蒙莫朗西家族通婚，组成了法兰西岛的第一大贵族，为法兰西王国提供了18名王室统帅或元帅。
圣日耳曼昂莱在英法百年战争初期被严重破坏。1346年8月15日，黑太子爱德华率领英格兰军队占领攻占圣日耳曼昂莱，并烧毁了包括圣日耳曼昂莱城堡在内的大部分建筑。1348年，查理五世在这座宫殿的废墟上重建了一座新的宫殿，但新建筑在1390年的一场暴风雨中再次被破坏，阿金库尔战役后，圣日耳曼昂莱再度被英格兰军队控制，直至1440年英法间签订《屈塞条约》才撤离。战争结束后，法兰西王国的政治中心迁移至卢瓦尔河流域，路易十一常驻于图尔附近的普莱西莱图尔城堡并最终逝世于此，其间他曾在此迎接教皇。而圣日耳曼昂莱城堡则因此一度荒废，成为一座普通的农业集镇。

### 中世纪末至法国大革命

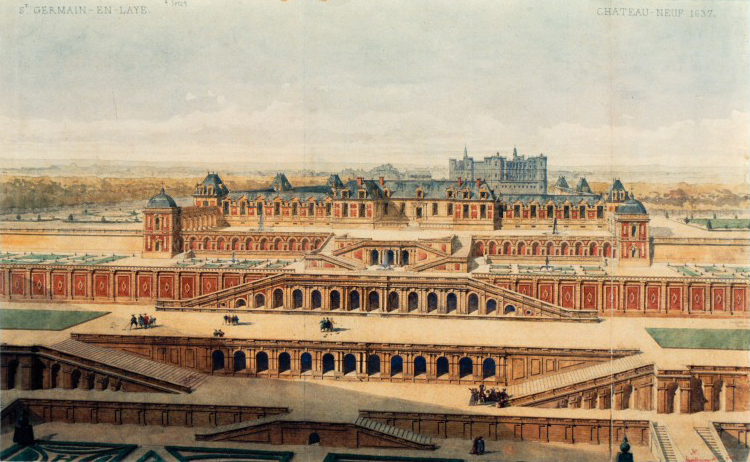
圣日耳曼昂莱新城堡（绘画）

宗教战争期间，弗朗索瓦一世为加强皇权，重返圣日耳曼昂莱。1514年5月13日，他与法兰西的克洛德在圣日耳曼昂莱城堡的小教堂内结婚。同年11月16日，纳瓦拉国王亨利二世在此地迎娶玛格丽特，1528年11月16日，纳瓦拉皇后胡安娜三世在圣日耳曼昂莱出生。1539年，法兰西建筑师皮埃尔·尚比热被弗朗索瓦一世任命为圣日耳曼昂莱的总规划设计师，后者对城堡进行的扩建，新增了拉米埃特凉亭等建筑。至16世纪中期，圣日耳曼昂莱的人口数量已超过两千五百人。亨利二世在位期间，原城堡附近又新增了由菲利贝尔·德洛姆主持设计的圣日耳曼昂莱新城堡，其主体建筑直至17世纪初才基本完工，其间，亨利四世于1570年在圣日耳曼昂莱发布《圣日耳曼昂莱和约》，宣布第三次法国宗教战争结束。1632年，英国和法兰西王国之间签订《圣日耳曼昂莱条约》，英国归还了此前占领的魁北克地区。

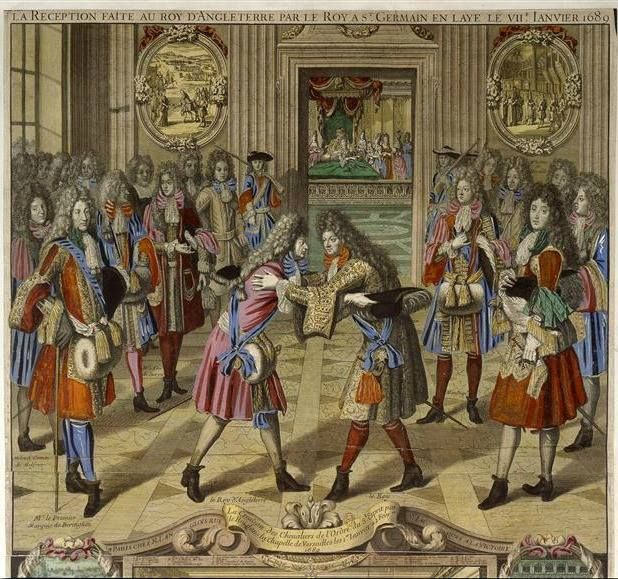
被路易十四收留的詹姆斯二世

1638年9月5日，路易十四出生于圣日耳曼昂莱城堡内，1661年儒勒·马扎然逝世后，他宣布亲自掌权，将圣日耳曼昂莱设立为法兰西王国的首都，直至1682年4月凡尔赛宫建成。在此期间，路易十四邀请园林建筑师安德烈·勒诺特尔重新设计和规划圣日耳曼昂莱城堡建筑群，他在城堡西侧新增了五处凉亭，在圣日耳曼昂莱森林中兴建28公顷的圣塞巴斯蒂安军营，同时还在城堡前方新开辟了面积达42公顷的圣日耳曼昂莱大平台，该平台成为了彼时巴黎附近面积最大的人工草地花园。英王詹姆斯二世被逐后路易十四将圣日耳曼昂莱的宫殿让给詹姆斯二世做他的避难所。后来詹姆斯二世在这里住了13年，他死后葬在圣日耳曼昂莱的圣日耳曼教堂中。至17世纪末，圣日耳曼昂莱人口数量已达到1.2万，成为彼时巴黎西部人口最多的郊区城镇，但此后随着凡尔赛的发展，圣日耳曼昂莱失去了政治地位，人口数量亦略有下降。1777年，路易十六将圣日耳曼昂莱新城堡转让给了他的弟弟查理十世，由于该城堡年久失修，查理十世将其完全拆毁以便重建，但此后因财政原因，新城堡修建计划最终破产。
法国大革命期间，圣日耳曼昂莱因其名称中含有宗教内容而被革命派更名为，意为“新鲜空气山”。1795年起，圣日耳曼昂莱成为塞纳-瓦兹省的一个市镇。

### 19世纪
1805年，拿破仑一世在圣日耳曼昂莱创建外籍兵团教育中心，为外籍士兵子女提供教育服务。1809年，拿破仑一世将圣日耳曼昂莱城堡的部分区域改造成为一座骑兵学校。百日王朝末期，第七次反法同盟军曾占领圣日耳曼昂莱。1837年，巴黎－圣日耳曼昂莱铁路的首段（巴黎至勒佩克段）建成，剩余部分则于1847年贯通，该铁路是法国历史上的第一条客运铁路。1855年8月25日，英国女王维多利亚在拿破仑三世的带领下参观游览圣日耳曼昂莱。此后，拿破仑三世决定将圣日耳曼昂莱城堡的一部分开辟建立了法国国家考古博物馆，自1867年5月12日起向公众开放。普法战争期间，圣日耳曼昂莱在1870年9月20日至1871年3月12日间被普鲁士军队占领。19世纪末期，得益于工业革命，圣日耳曼昂莱出现了大批现代化建筑，包括医院、男子学校、集市大堂等。连接巴黎和圣日耳曼昂莱的有轨电车于1890年建成，后被巴黎259路公共汽车代替。

### 现代

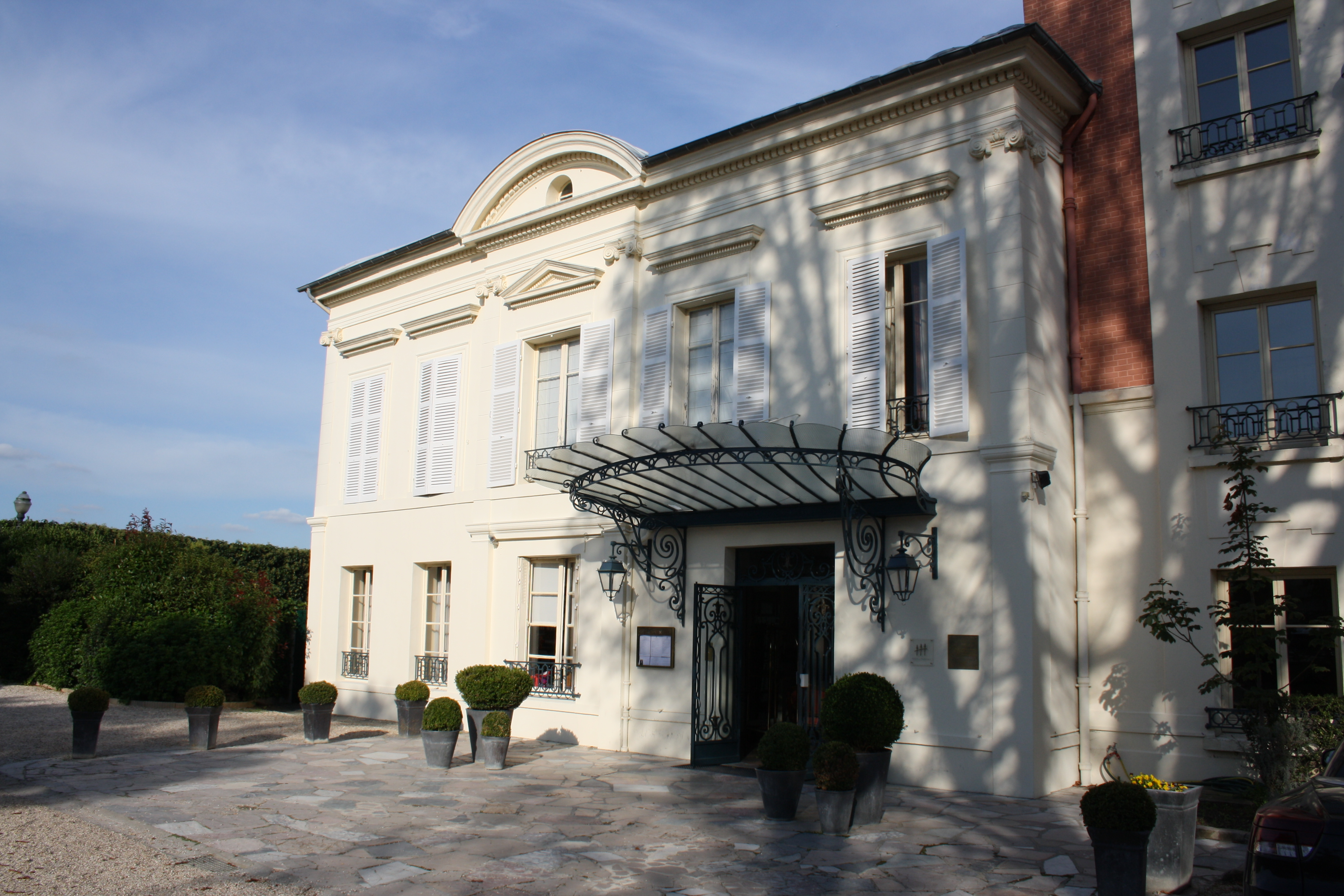
亨利四世凉亭，二战期间为纳粹指挥中心

一战结束后，圣日耳曼昂莱被作为巴黎和会的分会场。1919年9月10日，协约国与奥地利第一共和国的代表在圣日耳曼昂莱签署《圣日耳曼条约》，宣布奥匈帝国正式解体。
第二次世界大战期间，圣日耳曼昂莱自1940年8月10日其被纳粹德军占领，直至1944年8月25日才被联军解放。期间，圣日耳曼昂莱因其战略性的地理位置而被纳粹德国设立为法国沦陷区总指挥部所在地，并将位于城堡内的亨利四世凉亭改建为军事指挥办公室。1942年11月11日，抵抗运动成员马塞尔·罗比（Marcel Roby）在圣日耳曼昂莱被盖世太保逮捕并杀害，战后，当地的一所初级中学以其命名。1944年5月至6月间，圣日耳曼昂莱作为纳粹战略目标而被联军空袭，市区多处建筑被损毁。1945年3月11日，法国将领菲利普·勒克莱尔访问圣日耳曼昂莱。美国欧洲司令部自1952年起驻扎圣日耳曼昂莱附近的一片丛林之中，当地由此出现了家属区以及国际学校。1966年，该司令部外迁至德国城市斯图加特。
黄金三十年期间，圣日耳曼昂莱获得快速发展，途径该地的国道N13线被新建的外绕快速通道分流，当地亦出现了多处新开辟的居民区，其中贝莱尔高原（Plateau du Bel-Air）被规划为法国城市优先开发区（ZUP）。1965年6月16日，戴高乐访问圣日耳曼昂莱并作出如下评价：
|          | 圣日耳曼昂莱，一座美丽的城市，拥有我们最深刻的历史 |
| ——戴高乐 |                                                    |

在行政区划方面，1962年，圣日耳曼昂莱成为塞纳-瓦兹省的一个副省会，其附近共45个市镇被划入新成立的圣日耳曼昂莱区。1968年，塞纳-瓦兹省撤销，圣日耳曼昂莱被划入新成立的伊夫林省。2018年，圣日耳曼昂莱市政府与相邻的马雷伊马尔利、莱唐城、富尔克三个市镇领导进行洽谈，希望四地能合并成为一个市镇，但该计划遭到了马雷伊马尔利和莱唐城两地官员的反对，最终，仅有富尔克于2019年1月1日起整体并入圣日耳曼昂莱的市镇范围。

## 地理

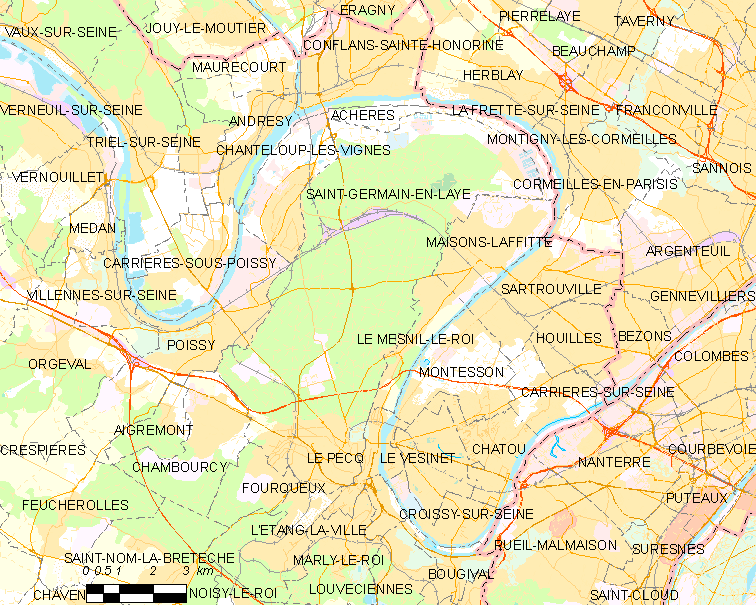
圣日耳曼昂莱市镇范围地图

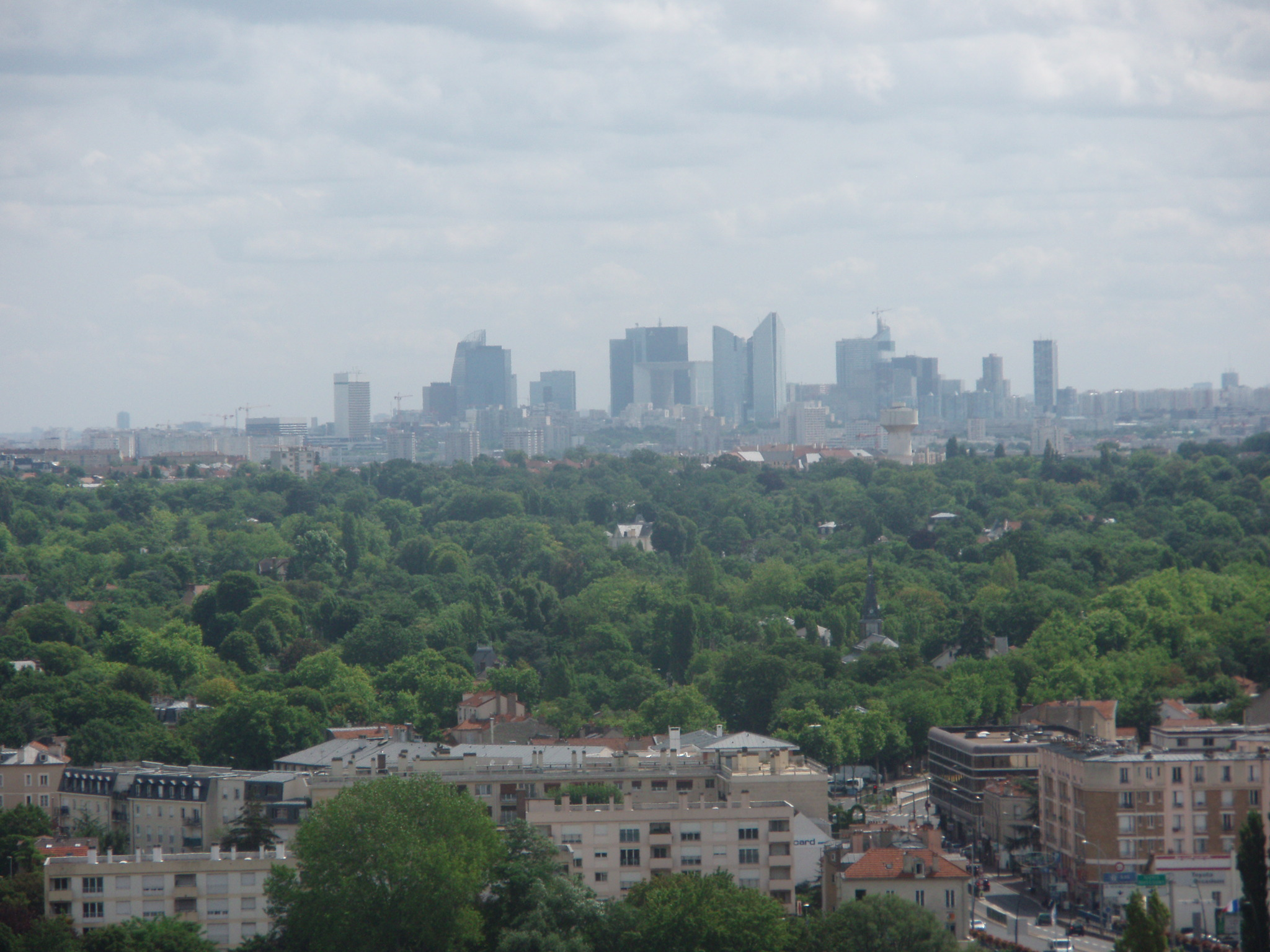
从圣日耳曼昂莱向东眺望拉德芳斯商务区

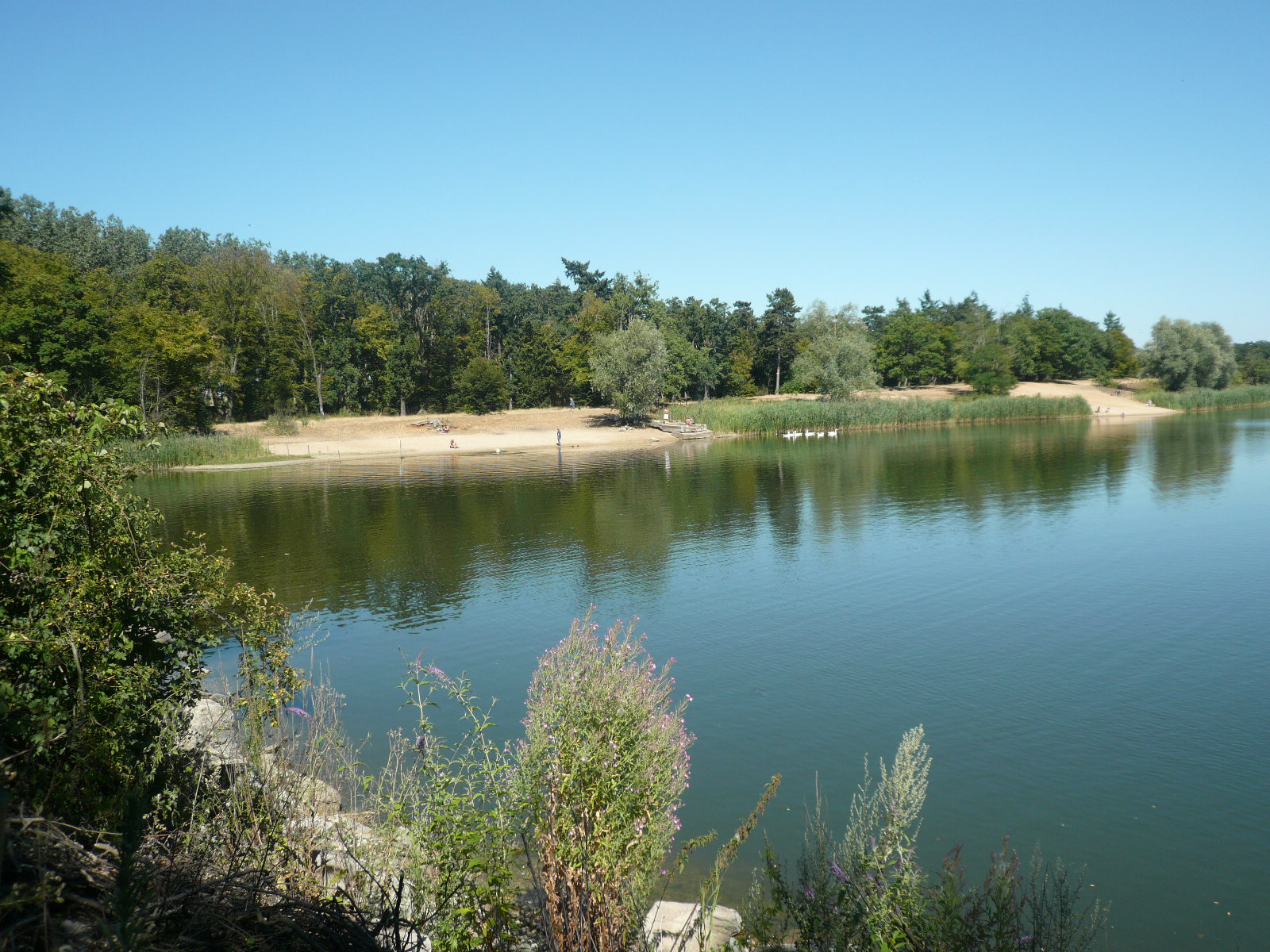
勒科拉湖

圣日耳曼昂莱位于法国中北部，法兰西岛大区中西部和伊夫林省东部，距离省会凡尔赛大约13公里。与圣日耳曼昂莱接壤的市镇包括：普瓦西、阿谢尔、迈松拉菲特、尚布尔西、圣农拉布勒泰什、勒梅尼勒勒鲁瓦、莱唐城、马雷伊马尔利和勒佩克。

### 地形
圣日耳曼昂莱位于巴黎盆地腹地，境内以平原为主，市镇中心地势较为平坦，北部森林地区略有起伏，全境最高点海拔174米，位于市区西南部富尔克与圣农拉布勒泰什交界处；最低点海拔22米，位于市区西北部拉加雷讷城（Cité de la Garenne）附近。

### 地质
圣日耳曼昂莱位于一处塞纳河左岸的一处冲积平原上，在河流侵蚀作用的影响下，其市区东南部的谷地内岩层形成年代普遍早于西南部的浅丘地区，其中“埃尔米塔日”附近的土壤普遍为伊普雷斯期形成的灰质黏土（标记为e3），形成年代距今约5,600万年；富尔克街区内的基岩则多为鲁培尔期形成的“枫丹白露砂岩与石灰岩”（Sables et Grès de Fontainebleau，标记为g2b），形成年代距今约3,000万年。圣日耳曼昂莱森林所处区域为塞纳河历史故道，其中部和南部为古高地冲积层（Alluvions anciennes de hauts niveaux，标记为Fx），地表多粘性土壤；北部则多为路特期形成的含有卵石的淤泥（标记为e5）以及巴尔顿期形成的“博尚砂石”（Sables de Beauchamp，标记为e6a）。

### 水文
圣日耳曼昂莱位于塞纳河左岸的一处曲流半岛内，其市镇范围未与塞纳河干流直接相邻。比佐溪发源于圣日耳曼昂莱市区西部，该河向西进入尚布尔西境内。圣日耳曼昂莱森林内有多处水塘，其中勒科拉湖（Étang du Corra）面积16.5公顷，是当地面积最大的天然水域。

### 植被
圣日耳曼昂莱属于温带阔叶混交林区，面积达3,540公顷圣日耳曼昂莱森林是巴黎西部重要的林地，其主体部分位于圣日耳曼昂莱的市镇管辖范围内。除此之外，圣日耳曼昂莱还有多处街心绿地花园，如圣莱热林地（Bois Saint-Léger）、鸟群广场（Square aux Oiseaux）、莱昂·德苏瓦耶广场（Square Léon Desoyer）等。得益于圣日耳曼昂莱森林以及市镇范围内的多处绿地公园，圣日耳曼昂莱（不含富尔克）2018年的人均绿地面积达870平方米，是《法兰西岛大区总体规划》预期目标（10平方米）的87倍。
在鲜花城市的评比中，圣日耳曼昂莱被评为三星级鲜花城市。

### 气候
圣日耳曼昂莱在柯本气候分类法中属于温带海洋性气候，全年降水分布均匀，年温差较小。但自21世纪以来，随着全球气候变暖等因素的影响，当地年均气温有明显的上升趋势，夏季超过35摄氏度的高温日数有所增加。
距离圣日耳曼昂莱最近的常年气象站位于凡尔赛境内，该气象站的最高气温记录为38.8摄氏度，出现于2003年8月11日；最低气温记录为-17摄氏度，出现于1985年1月17日；单日降水量最高记录为94毫米，出现于2001年7月6日。以下为该气象站的详细数据（其中日照数据取自勒布尔歇）：
| 凡尔赛1981年－2019年 | 凡尔赛1981年－2019年 | 凡尔赛1981年－2019年 | 凡尔赛1981年－2019年 | 凡尔赛1981年－2019年 | 凡尔赛1981年－2019年 | 凡尔赛1981年－2019年 | 凡尔赛1981年－2019年 | 凡尔赛1981年－2019年 | 凡尔赛1981年－2019年 | 凡尔赛1981年－2019年 | 凡尔赛1981年－2019年 | 凡尔赛1981年－2019年 | 凡尔赛1981年－2019年 |
| 月份                 | 1月                  | 2月                  | 3月                  | 4月                  | 5月                  | 6月                  | 7月                  | 8月                  | 9月                  | 10月                 | 11月                 | 12月                 | 全年                 |
| -------------------- | -------------------- | -------------------- | -------------------- | -------------------- | -------------------- | -------------------- | -------------------- | -------------------- | -------------------- | -------------------- | -------------------- | -------------------- | -------------------- |
| 历史最高温 °C（°F）  | 15.3 (59.5)          | 19.1 (66.4)          | 23.2 (73.8)          | 28.8 (83.8)          | 31 (88)              | 35.6 (96.1)          | 38.1 (100.6)         | 38.8 (101.8)         | 32.8 (91.0)          | 28.5 (83.3)          | 21.5 (70.7)          | 17.4 (63.3)          | 38.8 (101.8)         |
| 平均高温 °C（°F）    | 6.6 (43.9)           | 7.6 (45.7)           | 11.4 (52.5)          | 14.6 (58.3)          | 18.4 (65.1)          | 21.7 (71.1)          | 24.3 (75.7)          | 24.1 (75.4)          | 20.4 (68.7)          | 15.7 (60.3)          | 10.2 (50.4)          | 6.9 (44.4)           | 15.2 (59.4)          |
| 日均气温 °C（°F）    | 4 (39)               | 4.4 (39.9)           | 7.3 (45.1)           | 9.8 (49.6)           | 13.5 (56.3)          | 16.6 (61.9)          | 18.7 (65.7)          | 18.5 (65.3)          | 15.3 (59.5)          | 11.7 (53.1)          | 7.1 (44.8)           | 4.4 (39.9)           | 10.9 (51.6)          |
| 平均低温 °C（°F）    | 1.4 (34.5)           | 1.2 (34.2)           | 3.3 (37.9)           | 5 (41)               | 8.6 (47.5)           | 11.4 (52.5)          | 13.2 (55.8)          | 12.9 (55.2)          | 10.2 (50.4)          | 7.8 (46.0)           | 4.1 (39.4)           | 2 (36)               | 6.8 (44.2)           |
| 历史最低温 °C（°F）  | −17 (1)              | −12.5 (9.5)          | −11.8 (10.8)         | −3.7 (25.3)          | −2 (28)              | 0.5 (32.9)           | 5.2 (41.4)           | 4.5 (40.1)           | 0.6 (33.1)           | −5.2 (22.6)          | −9.5 (14.9)          | −10.1 (13.8)         | −17 (1)              |
| 平均降水量 mm（）    | 53.3 (2.10)          | 46.3 (1.82)          | 49.9 (1.96)          | 51.4 (2.02)          | 58.3 (2.30)          | 52.8 (2.08)          | 61.7 (2.43)          | 51.1 (2.01)          | 51.7 (2.04)          | 65.5 (2.58)          | 54 (2.1)             | 61.3 (2.41)          | 657.3 (25.88)        |
| 月均日照時數         | 62                   | 75.1                 | 125                  | 165.8                | 193.3                | 206.9                | 215.7                | 206.2                | 160.2                | 111.2                | 65.1                 | 50.8                 | 1,637.3              |
| 来源：infoclimat.fr  |                      |                      |                      |                      |                      |                      |                      |                      |                      |                      |                      |                      |                      |

## 行政区划
圣日耳曼昂莱是法国法兰西岛大区伊夫林省的一个市镇，编号为78551，它也是伊夫林省的一个副省会。圣日耳曼昂莱下辖圣日耳曼昂莱区，隶属于伊夫林省第六选区，管理圣日耳曼昂莱县，同时也是圣日耳曼塞纳河湾城市圈公共社区的核心市镇。
法国国家统计与经济研究所（简称）在进行数据统计时，将圣日耳曼昂莱及相邻的另外428个市镇设为巴黎城市核心区（2020年扩充至431个），并将包括核心区在内的周边共1,794个市镇划为巴黎城市区。自2020年起，巴黎城市区被包含1,949个市镇的巴黎城市辐射区代替。此外，还将圣日耳曼昂莱市镇分为了20个“块区”（IRIS），以便于统计人口分布情况。
| 圣日耳曼昂莱块区地图 | 圣日耳曼昂莱块区地图 | 圣日耳曼昂莱块区地图                                                                  | 圣日耳曼昂莱块区地图               | 圣日耳曼昂莱块区地图 | 圣日耳曼昂莱块区地图   | 圣日耳曼昂莱块区地图 |
| --- | -------------------- | ------------------------------------------------------------------------------------- | ---------------------------------- | -------------------- | ---------------------- | -------------------- |
| Iris 1 Iris 2 Iris 3 Iris 4 Iris 5 Iris 6 Iris 7 Iris 8 Iris 9 Iris 10 Iris 11 Iris 12 Iris 13 Iris 14 Iris 15 Iris 16 Iris 17 Iris 18 Iris 19 Iris 20 |                      |                                                                                       |                                    |                      |                        |                      |
| 块区 | 块区编号             | 块区所属街区*                                                                         | 块区内主要事物*                    | 人口数量（2012年）   | 移民人口比率（2012年） | 失业率（2012年）     |
| Iris 1 | 785510101            | 市中心-林地、埃讷蒙 Centre-ville - Quartiers forestiers / Hennemont                   | 圣日耳曼昂莱城堡、森林             | 2,051                | 7.5%                   | 5%                   |
| Iris 2 | 785510102            | 埃讷蒙、贝莱尔山坡-绿景苑 Hennemont / Coteaux du Bel-Air - Maison-Verte               | 圣日耳曼昂莱国际学校               | 1,593                | 14.2%                  | 5.8%                 |
| Iris 3 | 785510103            | 埃讷蒙、阿尔萨斯-佩雷尔 Hennemont / Alsace - Péreire                                  | 大环线火车站                       | 1,948                | 13.1%                  | 10.4%                |
| Iris 4 | 785510104            | 阿尔萨斯-佩雷尔 Alsace - Péreire                                                      | 旧公墓                             | 2,096                | 10.6%                  | 7.1%                 |
| Iris 5 | 785510105            | 阿尔萨斯-佩雷尔 Alsace - Péreire                                                      | 路易十四广场、派出所               | 2,026                | 11%                    | 7.3%                 |
| Iris 6 | 785510106            | 市中心-林地、阿尔萨斯-佩雷尔 Centre-ville - Quartiers forestiers / Alsace - Péreire   | 市政厅                             | 1,835                | 10.6%                  | 8.7%                 |
| Iris 7 | 785510107            | 阿尔萨斯-佩雷尔 Alsace - Péreire                                                      | 新集市广场、莫里哀高级中学         | 2,085                | 12.5%                  | 6.6%                 |
| Iris 8 | 785510108            | 贝尔热特-德彪西 Bergette - Debussy                                                    | 圣日耳曼医院                       | 1,702                | 13.2%                  | 8.7%                 |
| Iris 9 | 785510109            | 贝莱尔山坡-绿景苑、埃讷蒙 Coteaux du Bel-Air - Maison-Verte / Hennemont               | 让·穆兰小学、圣莱热公寓            | 2,318                | 18.8%                  | 12.6%                |
| Iris 10 | 785510110            | 贝莱尔山坡-绿景苑 Coteaux du Bel-Air - Maison-Verte                                   | 乔治·马莱球场、圣莱热树林公园      | 2,328                | 22.7%                  | 12.6%                |
| Iris 11 | 785510111            | 贝莱尔山坡-绿景苑 Coteaux du Bel-Air - Maison-Verte                                   | 贝莱尔-富尔克火车站、市警局        | 2,064                | 24.1%                  | 14.7%                |
| Iris 12 | 785510112            | 蓬泰尔-施纳佩尔-副省府 Pontel - Schnapper - Sous-préfecture                           | 副省政府、宪兵队、弗朗索瓦一世广场 | 3,144                | 14.3%                  | 6.6%                 |
| Iris 13 | 785510113            | 蓬泰尔-施纳佩尔-副省府 Pontel - Schnapper - Sous-préfecture                           | 蓬泰尔公寓                         | 1,771                | 14.1%                  | 6.8%                 |
| Iris 14 | 785510114            | 贝尔热特-德彪西 Bergette - Debussy                                                    | 河谷公寓、雅克·大地剧场            | 2,249                | 13.3%                  | 7.5%                 |
| Iris 15 | 785510115            | 市中心-林地 Centre-ville - Quartiers forestiers                                       | 圣日耳曼教堂、博南方小学           | 2,346                | 13.6%                  | 11.5%                |
| Iris 16 | 785510116            | 市中心-林地 Centre-ville - Quartiers forestiers                                       | 圣埃朗贝尔小学                     | 2,368                | 12.2%                  | 7.1%                 |
| Iris 17 | 785510117            | 市中心-林地、贝尔热特-德彪西 Centre-ville - Quartiers forestiers / Bergette - Debussy | 马雷伊广场                         | 1,888                | 11.5%                  | 11%                  |
| Iris 18 | 785510118            | 贝尔热特-德彪西 Bergette - Debussy                                                    | 马塞尔·罗比初级中学                | 1,721                | 10.4%                  | 6.8%                 |
| Iris 19 | 785510119            | 蓬泰尔-施纳佩尔-副省府 Pontel - Schnapper - Sous-préfecture                           | 弗扬库尔花园                       | 1,941                | 18.2%                  | 14.2%                |
| Iris 20 | 782510101            | 富尔克 Fourqueux                                                                      | 富尔克                             | 4,055                | 16.2%                  | 6.5%                 |
| 合计 | 78551                |                                                                                       |                                    | 43,529               | 14.1%                  | 9.1%                 |
| *注：中文名称非官方正式翻译，仅供参考 |                      |                                                                                       |                                    |                      |                        |                      |

## 交通

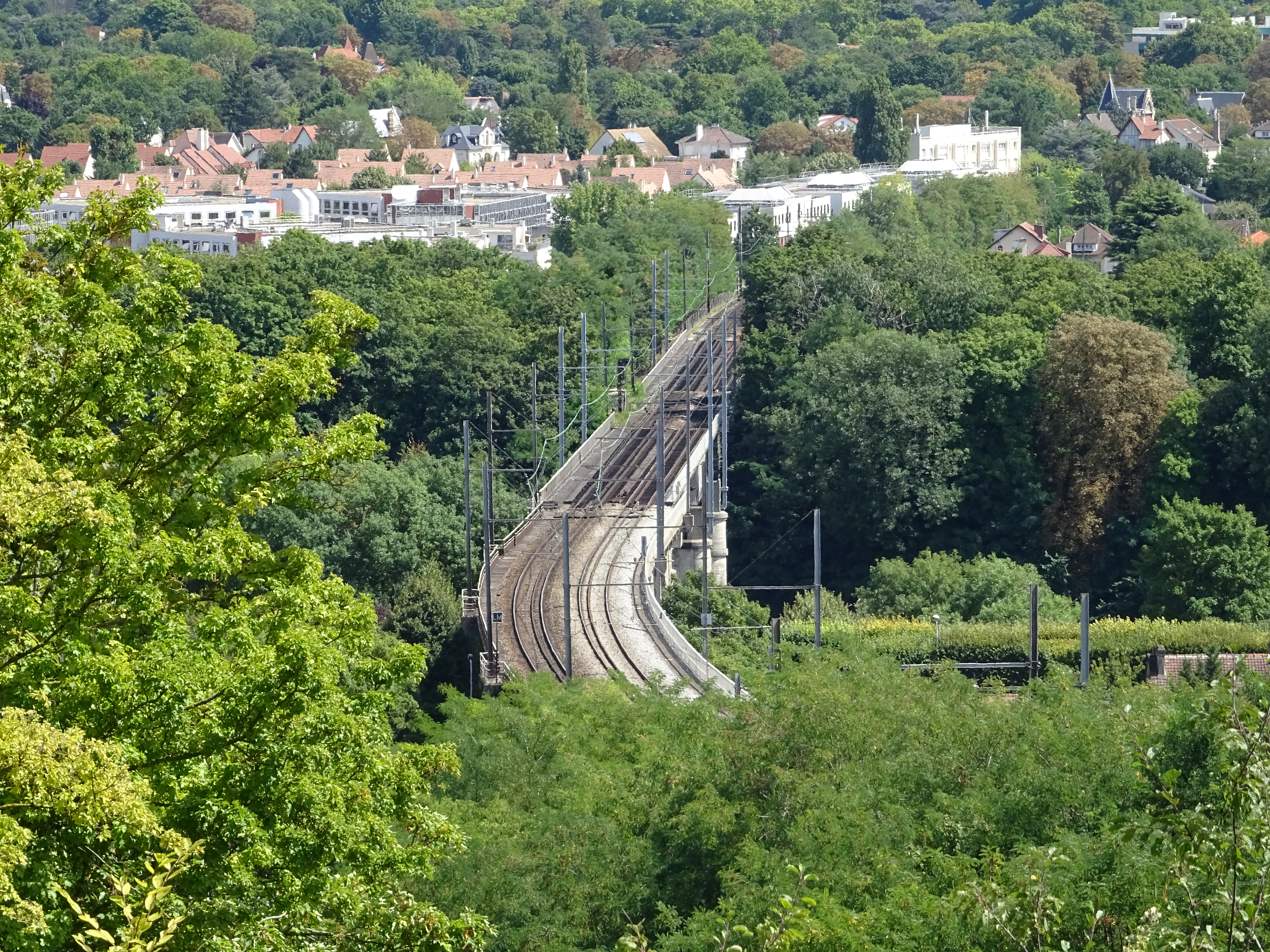
巴黎－圣日耳曼昂莱铁路

圣日耳曼昂莱站进站口

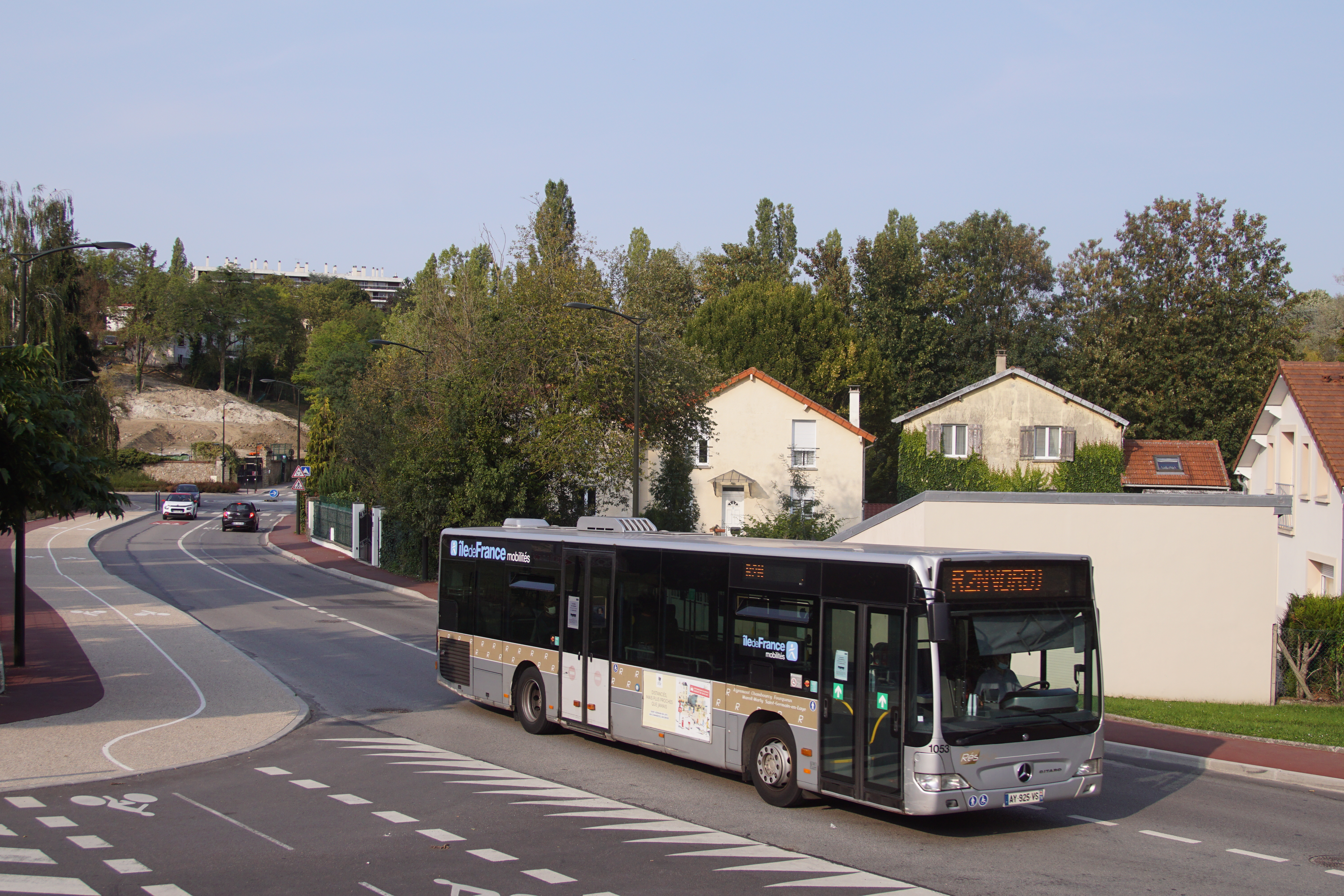
途径圣日耳曼昂莱的R2N线公共汽车

### 公路
法国A14高速公路以隧道的形式穿越圣日耳曼昂莱森林，距离圣日耳曼昂莱市区最近的出入口为位于尚布尔西境内的6号互通式立交桥；法国国道N13线、N186线亦经过圣日耳曼昂莱市镇范围内。除快速通道以及森林保护区内的公路以外，圣日耳曼昂莱市区内的大部分街道为城市化道路，配有排水、照明、人行道等设施。
2018年，68.8%的圣日耳曼昂莱家庭拥有至少一辆私人汽车。2019年，圣日耳曼昂莱境内共发生各类交通事故16起，造成21人受伤。

### 铁路
圣日耳曼昂莱是巴黎－圣日耳曼昂莱铁路的西端终点，该铁路建于18世纪中期，是法国首条客运铁路，后经历复线和电气化改造，现为法兰西岛大区快铁A线的一部分，其西端终点圣日耳曼昂莱站是一个地下尽头式车站，该站2020年累计发送旅客数量2,644,464人次，在巴黎大众运输公司管辖的66个快铁车站中排名第20位。巴黎大环线铁路西段经过圣日耳曼昂莱市区西部，并设有圣日耳曼昂莱大环线站和圣日耳曼昂莱贝莱尔-富尔克站两个车站，在2019年以前，两者均为法兰西岛大区铁路L线的站点，自2020年起，该线路开始进行封闭改造，并将成为法兰西岛有轨电车13号线的一部分，后者将连通至圣日耳曼昂莱站，该工程预计2022年夏季完工。
巴黎－勒阿弗尔铁路亦经过圣日耳曼昂莱北部的森林地区，并设有阿谢尔大花楸站，该站是快铁A线塞尔吉/普瓦西支线的分界点，其附近建有编组站以及车辆检修中心。远期规划的巴黎－诺曼底新铁路亦从圣日耳曼昂莱经过，但无在其境内设站的计划。

### 对外交通
距离圣日耳曼昂莱最近的长途汽车站、长途铁路车站和民用航空站分别为拉德芳斯汽车站、凡尔赛尚捷站和巴黎戴高乐机场，距离圣日耳曼昂莱市中心的公路里程分别为13.4公里、14.3公里和41公里。

### 城市公共交通
圣日耳曼昂莱位于法兰西岛公共交通第四收费区（Zone 4），法兰西岛大区快铁A线、巴黎公交259路、圣日耳曼昂莱城市公共交通和塞纳河森林巴士线路等线网下属的十余条公交线路以及法兰西岛夜班车N153线经过圣日耳曼昂莱境内。
| 途经圣日耳曼昂莱境内的主要公共交通线路 |                           | |
| 类型                                   | 运营商/系统               | 线路 |
| 快铁                                   | RATP                      | ：圣日耳曼昂莱站 ↔ 楠泰尔省府站 ↔ 拉德芳斯站 ↔ 沙特雷-大堂站 ↔ 巴黎-里昂火车站 ↔ 万塞讷站 ↔ 马恩拉瓦莱-谢西站 / 布瓦西圣莱热站 ：塞尔吉高地站 / 普瓦西站 ↔ 阿谢尔大花楸站 ↔ 楠泰尔省府站 ↔ 拉德芳斯站 ↔ 沙特雷-大堂站 ↔ 巴黎-里昂火车站 ↔ 万塞讷站 ↔ 马恩拉瓦莱-谢西站 / 布瓦西圣莱热站 |
| 公共汽车                               | 法兰西岛快速巴士线路      | Express 1：快铁圣日耳曼昂莱站 ↔ 马尔利勒鲁瓦火车站 ↔ 凡尔赛尚捷汽车站 |
| 公共汽车                               | 圣日耳曼昂莱城市公共交通  | R1：快铁圣日耳曼昂莱站 ↔ 圣卡特琳娜广场 ↔ 贝莱尔-富尔克站 ↔ 达芬奇高级中学 R2N R2S：快铁圣日耳曼昂莱站（区域环线，经富尔克） R3N R3S：快铁圣日耳曼昂莱站（区域环线，经圣卡特琳娜广场） R4：快铁圣日耳曼昂莱站 ↔ 福雷广场 ↔ 尚布尔西初级中学 R5：快铁圣日耳曼昂莱站 ↔ 埃尔米塔日 ↔ 马雷伊-马尔利市政厅 ↔ 富尔克-巴代尔围 R6：快铁圣日耳曼昂莱站 ↔ 行政中心 ↔ 贝莱尔-富尔克站 ↔ 达芬奇高级中学 |
| 公共汽车                               | 塞纳河森林巴士线路        | 10：快铁圣日耳曼昂莱站 ↔ 勒佩克市政府 ↔ 马尔利勒鲁瓦火车站 ↔ 马尔利勒鲁瓦市政府 15 15S：快铁圣日耳曼昂莱站 ↔ 莱唐城市政府 ↔ 莱唐城-比尼翁小公园 |
| 公共汽车                               | 塞纳河巴士线路            | M：快铁圣日耳曼昂莱站 ↔ 勒韦西内-勒佩克火车站 ↔ 沙图-克鲁瓦西火车站 |
| 公共汽车                               | RATP                      | 259：快铁圣日耳曼昂莱站 ↔ 安德烈谷 ↔ 阿莱维小屋 ↔ 布日瓦勒桥 ↔ 吕埃尔-马尔迈松-市政厅 ↔ 楠泰尔-阿纳托尔·法郎士 |
| 公共汽车                               | Conflans                  | 2：快铁圣日耳曼昂莱站 ↔ 勒梅尼勒勒鲁瓦-市政府 ↔ 快铁迈松拉菲特站 4：快铁圣日耳曼昂莱站 ↔ 阿谢尔城快铁站 ↔ 孔弗朗-圣奥诺里娜-火车站 27：快铁圣日耳曼昂莱站 ↔ 讷维尔大学站 ↔ 快铁塞尔吉省府站 |
| 公共汽车                               | 普瓦西-莱米罗城市公共交通 | 3：快铁圣日耳曼昂莱站 ↔ 沃邦广场 ↔ 普瓦西火车站 ↔ 三塔 ↔ 莱布沃里 ↔ 默朗-火枪手 21：快铁圣日耳曼昂莱站 ↔ 福雷广场 ↔ 拉马拉德尔里 ↔ 莱米罗火车站 24：快铁圣日耳曼昂莱站 ↔ 沃邦广场 ↔ 普瓦西火车站 ↔ 普瓦西-沃邦 26：快铁圣日耳曼昂莱站 ↔ 沃邦广场 ↔ 普瓦西火车站 ↔ 莱米罗火车站 |
| 公共汽车                               | CSO                       | 23：快铁圣日耳曼昂莱站 ↔ 拉朗谢尔果园 ↔ 维勒普勒-莱克莱站 |
| 公共汽车                               | 芒特拉若利城市公共交通    | 22：芒特拉若利汽车站 ↔ 芒特车站 ↔ 快铁圣日耳曼昂莱站 |
| 公共汽车                               | Ecquevilly                | 511 512：欧贝让维尔-D113 ↔ 内泽尔-欧奈站 ↔ 达芬奇高级中学 ↔ 快铁圣日耳曼昂莱站 |
| 公共汽车                               | (N)                       | N153：巴黎圣拉扎尔站 ↔ 拉德芳斯站 ↔ 楠泰尔省府站 ↔ 圣日耳曼昂莱站 |
| 1.                                     |                           | |

## 政治

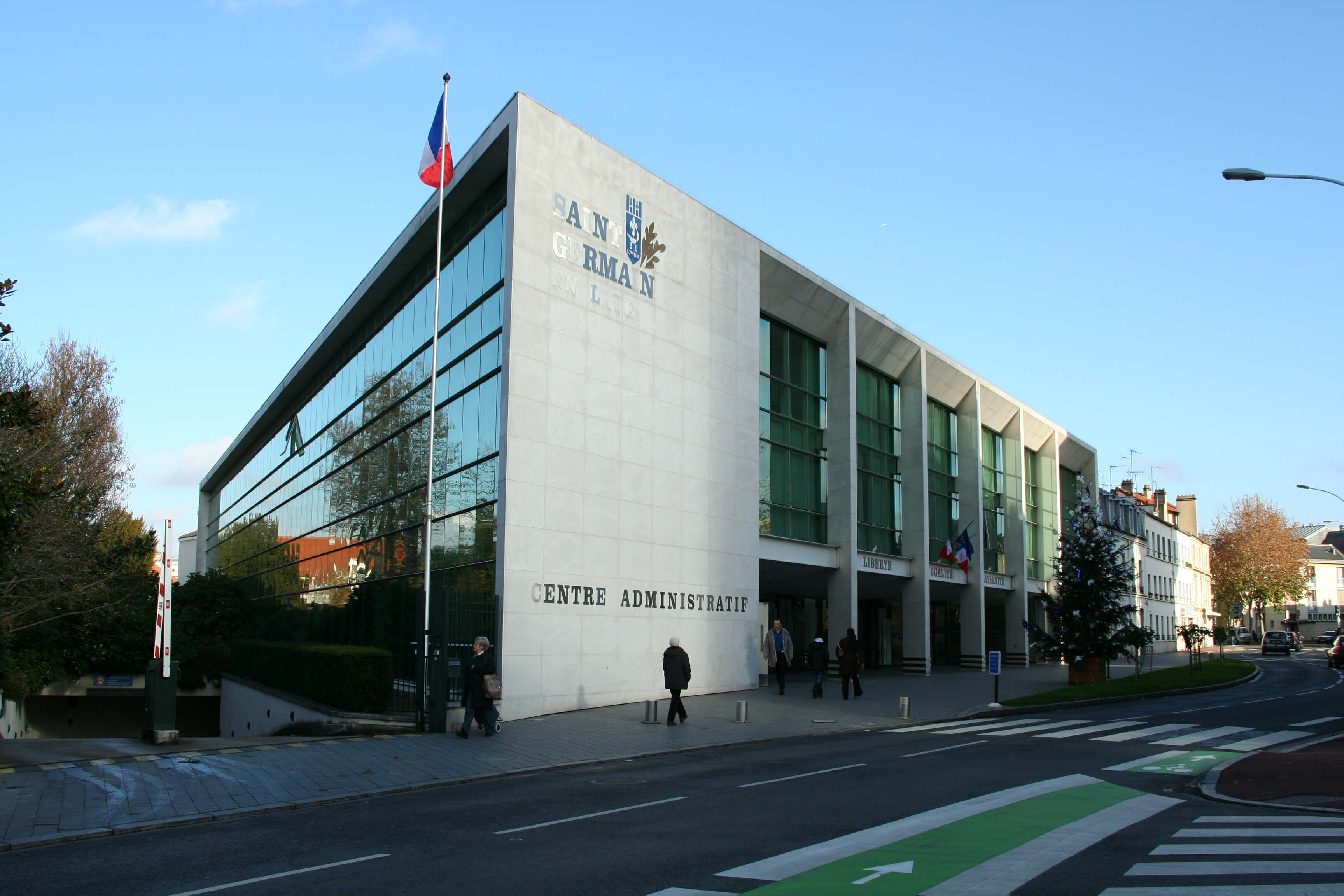
圣日耳曼昂莱行政中心

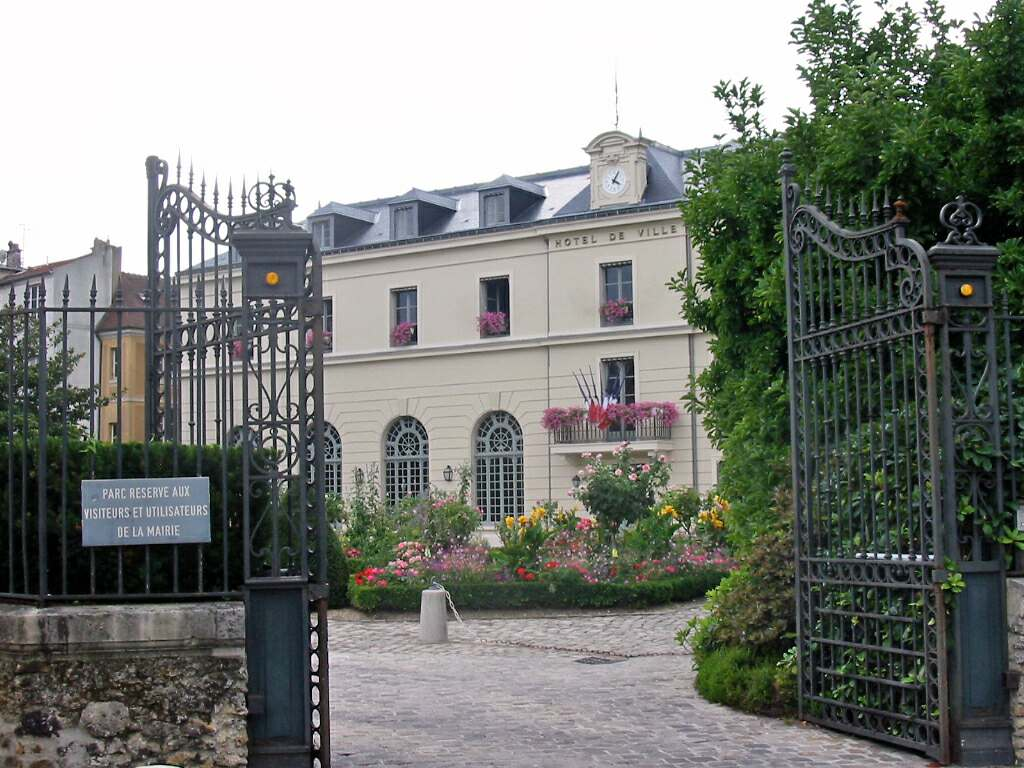
圣日耳曼昂莱市政厅

### 内阁成员
| 2020年圣日耳曼昂莱市政内阁组成                                                           |                                  |                                                                                                   |          |          |      |          |  |  |
| 代表                                                                                     | 代表                             | 代表党派                                                                                          | 首轮选举 | 首轮选举 | 席位 | 席位     |  |  |
| 代表                                                                                     | 代表                             | 代表党派                                                                                          | 票数     | %        | 市镇 | 公共社区 |  |  |
|                                                                                          | 阿诺·佩里卡尔 Arnaud Péricard    | DVD右翼无党派人士 LR共和黨 LREM复兴 UDI民主人士和独立人士联盟 MoDem民主运动 Agir行动 SL让我们自由 | 6,576    | 63.88    | 38   | 10       |  |  |
| 竞选口号：圣日耳曼与富尔克联合（Union pour Saint-Germain Fourqueux）                     |                                  |                                                                                                   | 6,576    | 63.88    | 38   | 10       |  |  |
|                                                                                          | 凯恩·里夏尔 Keyne Richard        | EÉLV欧洲生态-绿党 PS社会党 PCF法国共产党 GS世代·s ND新政                                          | 1,717    | 16.68    | 3    | 1        |  |  |
| 竞选口号：合作与环保的圣日耳曼（Saint-Germain écologique et solidaire）                  |                                  |                                                                                                   | 1,717    | 16.68    | 3    | 1        |  |  |
|                                                                                          | 亚历山大·格勒韦 Alexandre Grevet | LR共和黨 DVD右翼无党派人士                                                                        | 1,033    | 10.03    | 2    | 0        |  |  |
| 竞选口号：圣日耳曼昂莱与富尔克联合互动（Unis pour agir Saint-Germain-en-Laye Fourqueux） |                                  |                                                                                                   | 1,033    | 10.03    | 2    | 0        |  |  |
|                                                                                          | 克里斯托夫·邦茨 Christophe Bentz | PCD天主教民主党 RN国民联盟 CNIP全国独立人士与农民中心 RPF法国人民联盟                             | 967      | 9.39     | 2    | 0        |  |  |
| 竞选口号：勇闯圣日耳曼（Audace pour Saint-Germain）                                      |                                  |                                                                                                   | 967      | 9.39     | 2    | 0        |  |  |
|                                                                                          |                                  |                                                                                                   |          |          |      |          |  |  |
| 有效票                                                                                   | 有效票                           | 有效票                                                                                            | 10,293   | 98.19    |      |          |  |  |
| 空白票                                                                                   | 空白票                           | 空白票                                                                                            | 69       | 0.66     |      |          |  |  |
| 无效票                                                                                   | 无效票                           | 无效票                                                                                            | 121      | 1.15     |      |          |  |  |
| 合计                                                                                     | 合计                             | 合计                                                                                              | 10,483   | 100      | 45   | 11       |  |  |

### 历届市长

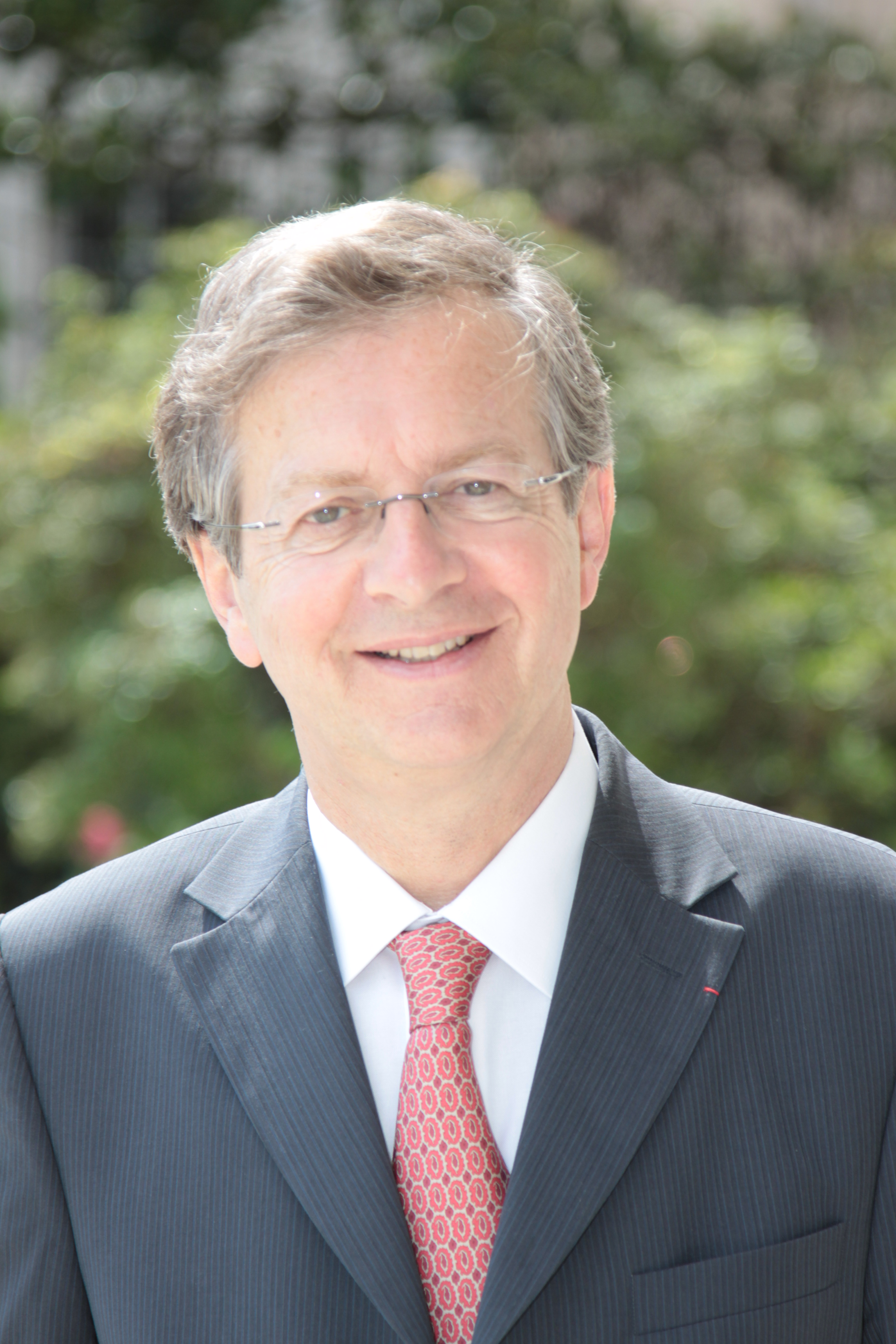
埃马纽埃尔·拉米

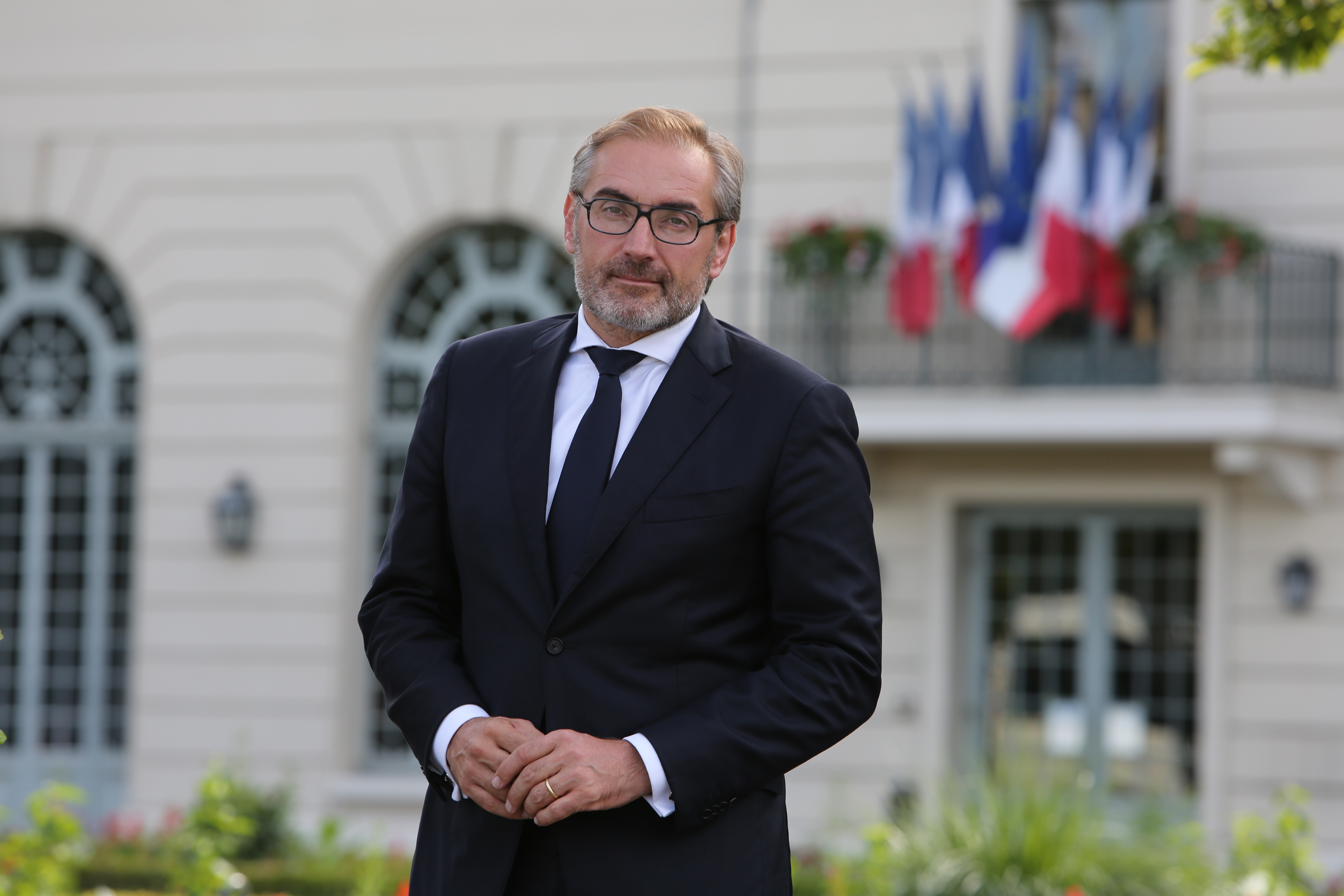
阿诺·佩里卡尔

圣日耳曼昂莱的现任市长为阿诺·佩里卡尔先生（Arnaud Péricard），他是一名右翼无党派人士，在2020年的市政选举中获得了63.89%的支持率。
| 圣日耳曼昂莱历届市长 |                                  |                                            |
| 任期                 | 市长                             | 党派                                       |
| 1944年－1945年       | Jean-Paul Lamarre 让-保罗·拉马尔 | 不详                                       |
| 1945年－1947年       | Raymond Vidal 雷蒙·维达尔        | 不详                                       |
| 1947年－1949年       | Marcel Aubert 马塞尔·奥贝尔      | 不详                                       |
| 1949年－1959年       | Jacques Mollard 雅克·莫拉尔      | UNR新共和国联盟                            |
| 1959年－1965年       | René Beon 勒内·贝翁              | UNR新共和国联盟                            |
| 1965年－1977年       | Jean Chastang 让·沙斯唐          | RI独立激进党                               |
| 1977年－1999年       | Michel Péricard 米歇尔·佩里卡尔  | RPR保衛共和聯盟                            |
| 1999年－2017年       | Emmanuel Lamy 埃马纽埃尔·拉米    | RPR保衛共和聯盟 →UMP人民运动联盟 →LR共和黨 |
| 2017年－             | Arnaud Péricard 阿诺·佩里卡尔    | LR共和黨 →DVD右翼无党派人士                |

### 各级选举
在2019年欧洲议会选举中，由共和国前进！支持的复兴党（Renaissance）在圣日耳曼昂莱获得39.07%的支持率。
在2017年的法国总统大选中，法国第25任总统埃马纽埃尔·马克龙在圣日耳曼昂莱获得了82.93%的支持率。
在2021年法国省级选举的首轮投票中，伊夫林省议员格温多琳·德斯福格斯女士（Gwendoline Desforges）和圣日耳曼昂莱市长阿诺·佩里卡尔先生在圣日耳曼昂莱县获得了74.37%的支持率。
在2015年法国大区选举中，法国女政治家瓦莱丽·佩克雷斯在圣日耳曼昂莱获得32.17%的支持率。

## 人口
2018年，圣日耳曼昂莱市镇人口数量为44,750，在法国排名第157位。其中男性21,291人，女性23,459人，75岁及以上人口占8.0%，外籍人口数量为10,269人，人口密度为927人/平方公里，当地居民被称为（男性）或（女性）。2019年，圣日耳曼昂莱境内出生458人，死亡人口313人。
| 圣日耳曼昂莱1936－2018年人口变化情况 | 圣日耳曼昂莱1936－2018年人口变化情况 | 圣日耳曼昂莱1936－2018年人口变化情况 | 圣日耳曼昂莱1936－2018年人口变化情况 | 圣日耳曼昂莱1936－2018年人口变化情况 | 圣日耳曼昂莱1936－2018年人口变化情况 | 圣日耳曼昂莱1936－2018年人口变化情况 | 圣日耳曼昂莱1936－2018年人口变化情况 | 圣日耳曼昂莱1936－2018年人口变化情况 | 圣日耳曼昂莱1936－2018年人口变化情况 | 圣日耳曼昂莱1936－2018年人口变化情况 | 圣日耳曼昂莱1936－2018年人口变化情况 | 圣日耳曼昂莱1936－2018年人口变化情况 | 圣日耳曼昂莱1936－2018年人口变化情况 |
| 来源：Cassini、INSEE                 | 来源：Cassini、INSEE                 | 来源：Cassini、INSEE                 | 来源：Cassini、INSEE                 | 来源：Cassini、INSEE                 | 来源：Cassini、INSEE                 | 来源：Cassini、INSEE                 | 来源：Cassini、INSEE                 | 来源：Cassini、INSEE                 | 来源：Cassini、INSEE                 | 来源：Cassini、INSEE                 | 来源：Cassini、INSEE                 | 来源：Cassini、INSEE                 | 来源：Cassini、INSEE                 |
| 原市镇                               | 1936                                 | 1946                                 | 1954                                 | 1962                                 | 1968                                 | 1975                                 | 1982                                 | 1990                                 | 1999                                 | 2006                                 | 2011                                 | 2016                                 | 2018                                 |
| ------------------------------------ | ------------------------------------ | ------------------------------------ | ------------------------------------ | ------------------------------------ | ------------------------------------ | ------------------------------------ | ------------------------------------ | ------------------------------------ | ------------------------------------ | ------------------------------------ | ------------------------------------ | ------------------------------------ | ------------------------------------ |
| 圣日耳曼昂莱                         | 22,539                               | 22,013                               | 29,429                               | 34,621                               | 38,308                               | 37,509                               | 38,499                               | 39,926                               | 38,423                               | 41,312                               | 40,653                               | 39,982                               | 44,750                               |
| 富尔克                               | 672                                  | 603                                  | 782                                  | 840                                  | 966                                  | 2,029                                | 2,307                                | 4,053                                | 4,161                                | 4,204                                | 4,095                                | 4,026                                | 44,750                               |
| 总计                                 | 23,211                               | 22,616                               | 30,211                               | 35,461                               | 39,274                               | 39,538                               | 40,806                               | 43,979                               | 42,584                               | 45,516                               | 44,748                               | 44,008                               | 44,750                               |

## 经济

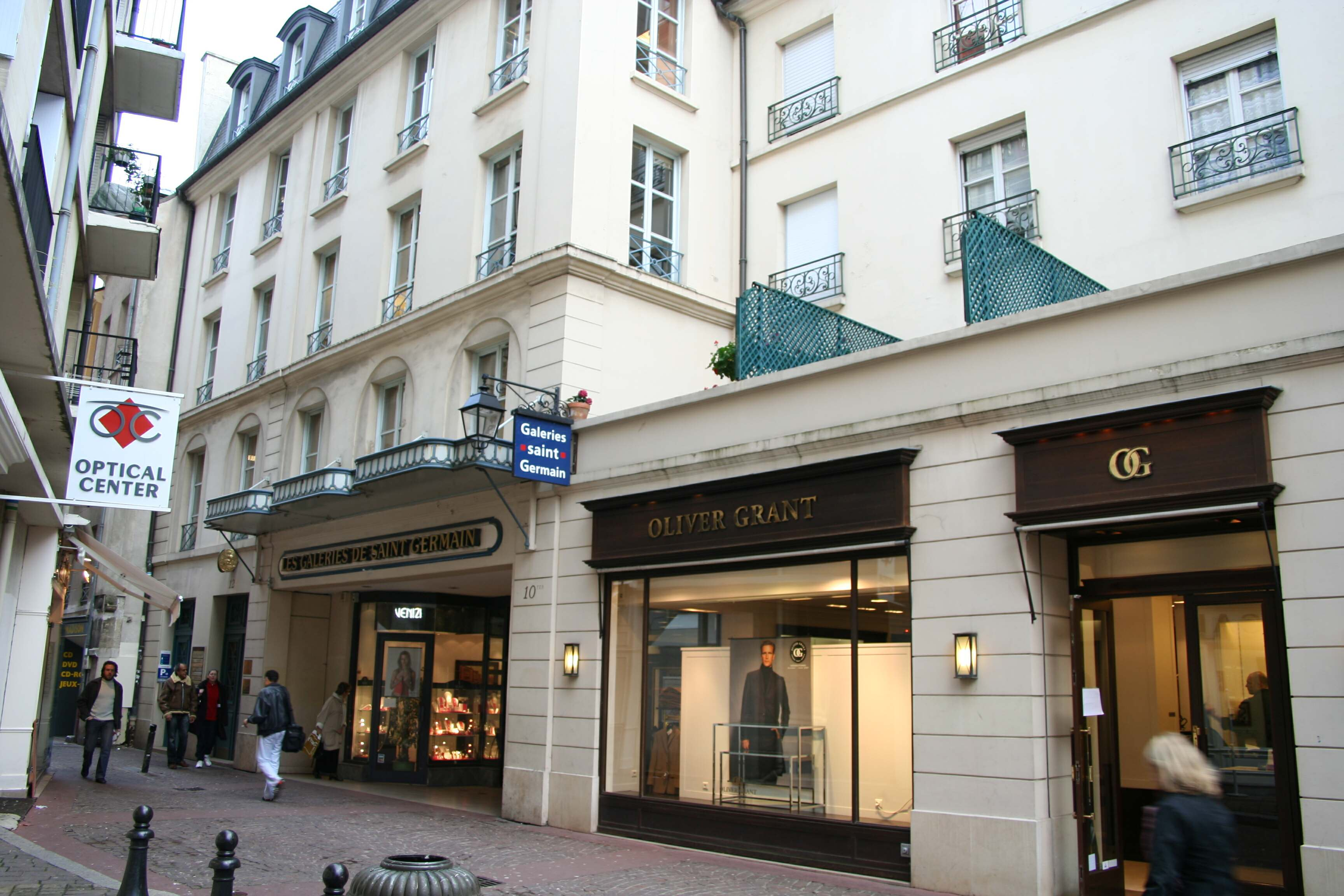
圣日耳曼昂莱市中心的商铺

圣日耳曼昂莱是伊夫林省的一个区域性工商业中心，数十家跨国企业在此设有区域总部或分支机构。圣日耳曼昂莱也是巴黎西部的一个郊区卫星城，每天有数万居民往返于圣日耳曼昂莱和巴黎市区或其附近区域。法国就业局在圣日耳曼昂莱境内设有劳务办公室，为当地居民提供创业及就业帮助。

### 产业分布
在第一产业方面，圣日耳曼昂莱在中世纪时期曾有葡萄酒种植园分布，后随着城市扩张以及人口数量的增加而消失，至2018年底，圣日耳曼昂莱境内的农业相关从业人员仅有11人，占总就业人口数量的0.1%。
在第二产业方面，圣日耳曼昂莱工业革命时期曾出现制瓷和机械工业，此后因城市扩张和生态环境保护的需要，当地的工业生产部门大批外迁或转型。截至2018年底，圣日耳曼昂莱的工业及建筑业用人单位数量为177家，占总数的10%；相关就业总人数为1,421，占总量的7.9%。
在第三产业方面，圣日耳曼昂莱是伊夫林省的一个商贸中心，法国主要的零售、酒店、通讯、保险、银行等部门在此设有分支机构；同时，作为伊夫林省的三个副省会之一，圣日耳曼昂莱在教育、医疗、环境、治安等方面均有就业岗位分布。截至2018年底，圣日耳曼昂莱境内的第三产业相关就业单位总数为1,589家，占总数的89.9%；相关就业总人数为16,563，占总量的92.1%。

### 主要企业
截止2021年10月，圣日耳曼昂莱共有各类用人单位（包含自雇）7,965家，平均历史为14年，其中98.87%为中小型企业（PME）。
| 圣日耳曼昂莱境内的主要大型企业 |          |                                     |          |                             |                   |           |
| 企业                           | 类型     | 法语原名                            | 领域     | 员工数量 （2020年12月31日） | 营业额 （2020年） | 数据来源  |
| 马自达法国总部                 | 区域总部 | Entreprise Mazda Automobiles France | 汽车     | 51                          | 262,830,864 €     | [ 社 15 ] |
| 颇尔公司法国总部               | 区域总部 | Pall France                         | 工业设备 | 200                         | 155,317,293 €     | [ 社 16 ] |
| Microvention欧洲总部           | 区域总部 | Microvention Europe                 | 医疗器械 | 36                          | 124,442,982 €     | [ 社 17 ] |
| 博士公司法国总部               | 区域总部 | Bose                                | 电子产品 | 119                         | 119,346,924 €     | [ 社 18 ] |
| 霍尼韦尔欧洲总部               | 区域总部 | Honeywell Europe                    | 航空产品 | 26                          | 119,346,924 €     | [ 社 19 ] |

### 财政及居民收入
2019年，圣日耳曼昂莱的财政收入总额为72,765,500欧元，财政支出总额为56,946,100欧元，当年的债务总额为4,253,420欧元。2021年，圣日耳曼昂莱共获得5,429,304欧元的国家财政补助，比上一年增加了0.05%。
2019年，圣日耳曼昂莱的人均月收入总额为4,767欧元，其中高级职员为6,713欧元，高于法国平均水平（4,230欧元）；中级职员为3,540欧元，高于法国平均水平（2,411欧元）；普通职员为1,989欧元，亦高于法国平均水平（1,740欧元）。
2018年，圣日耳曼昂莱境内的青壮年（15至64岁）失业率为10.1%，当地69.5%的家庭拥有纳税资格，平均纳税11,170欧元，高于法国平均水平（3,888欧元）。

## 社会事务

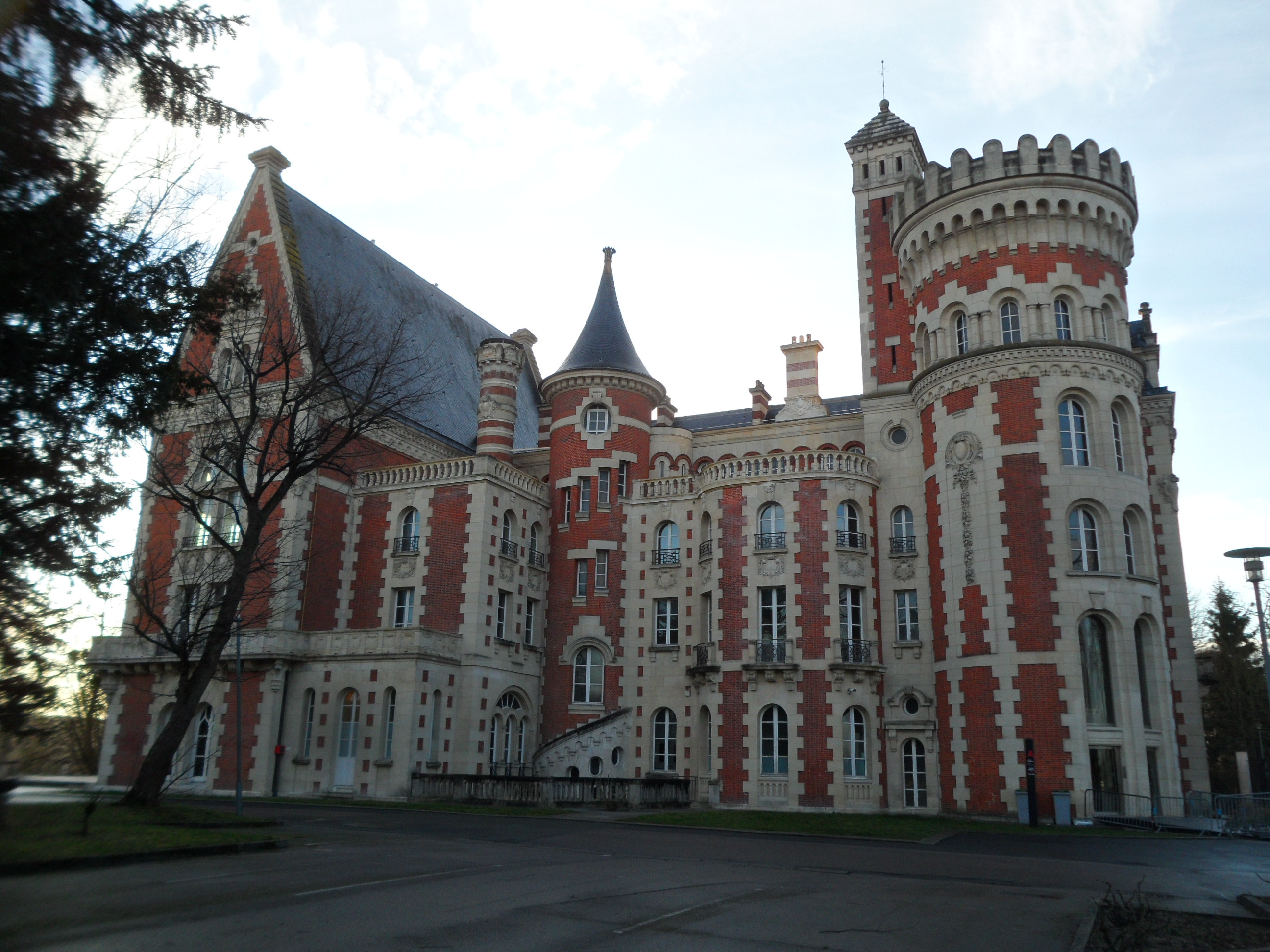
圣日耳曼昂莱国际学校

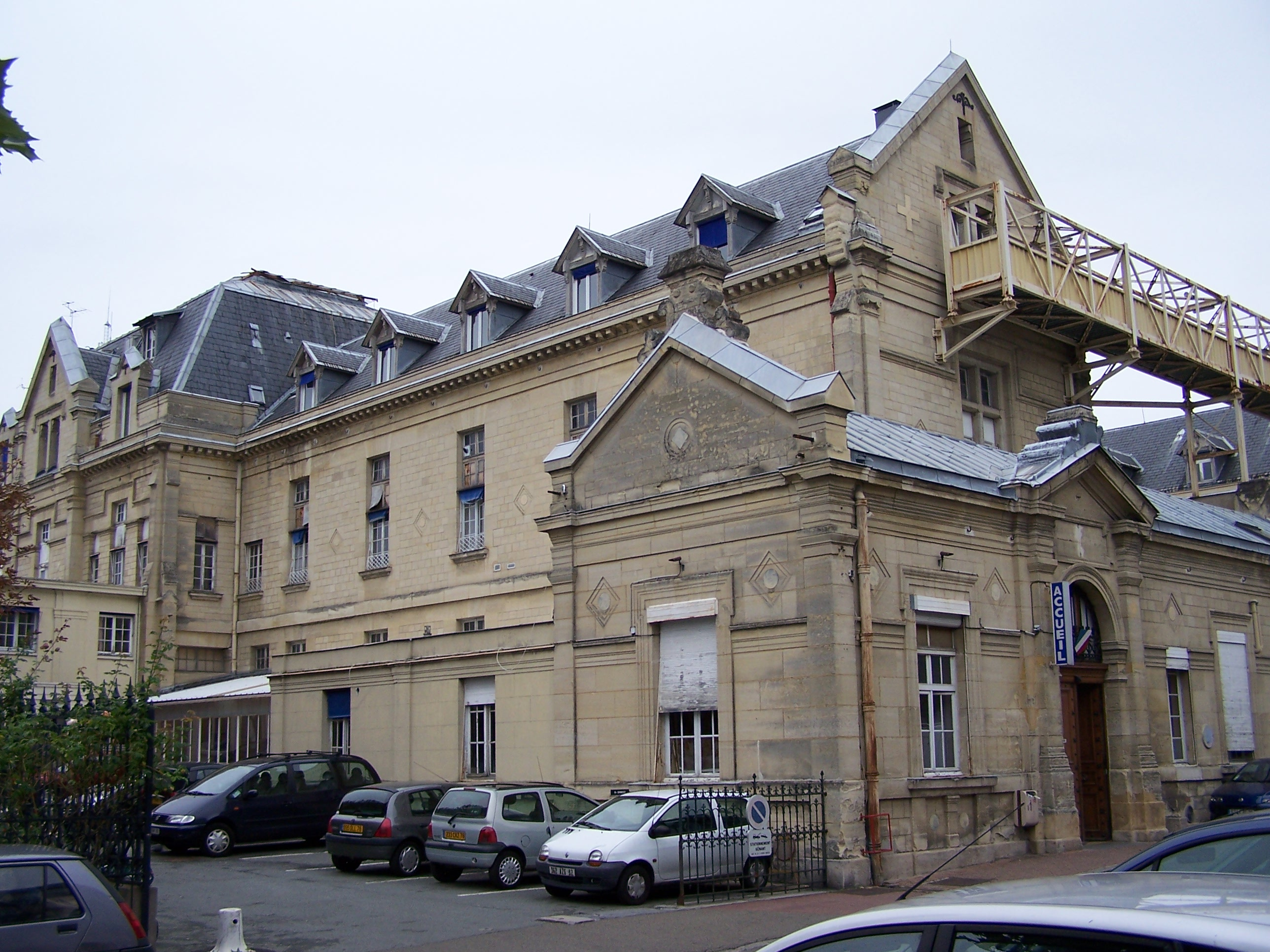
圣日耳曼昂莱医院

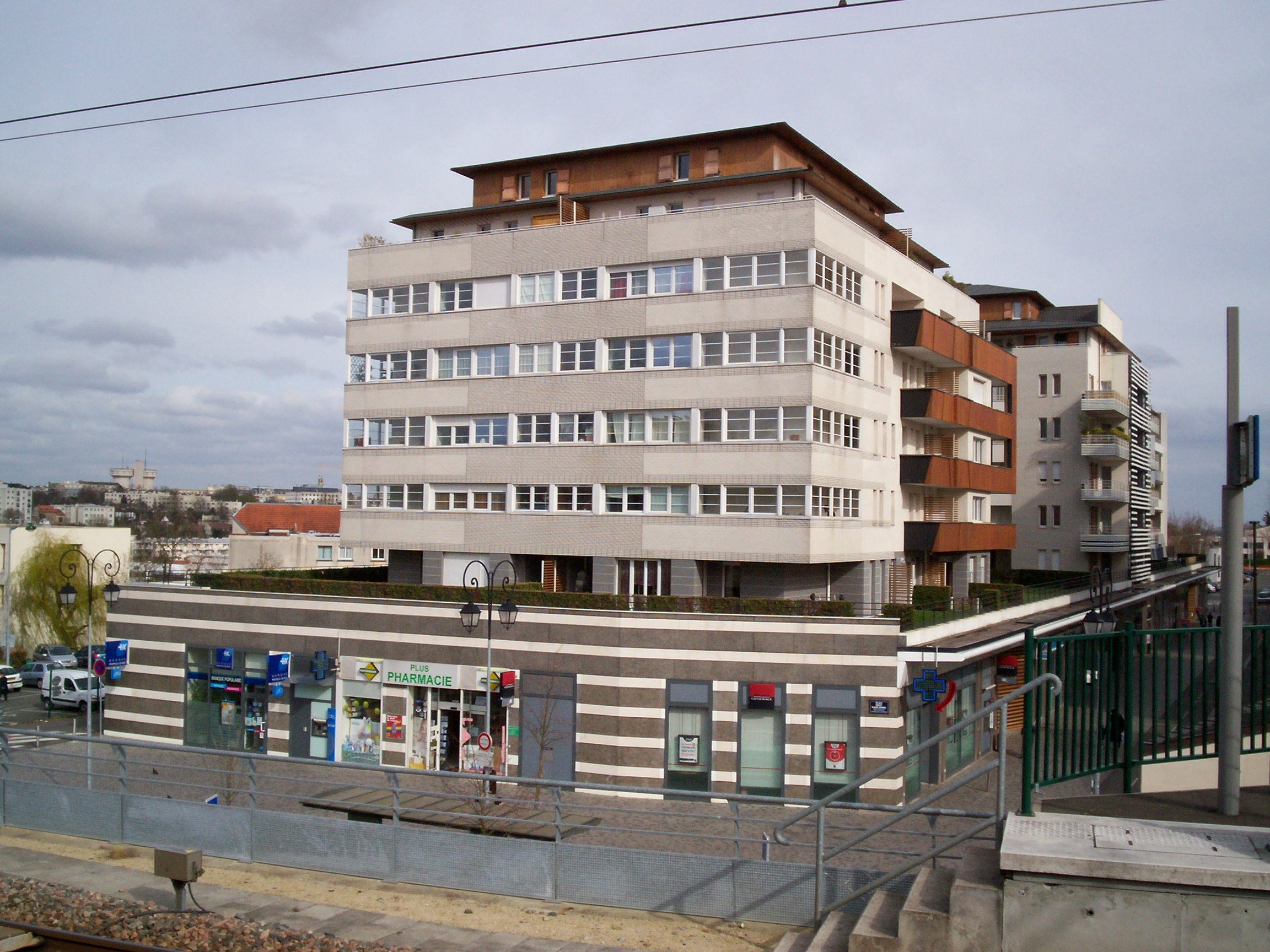
贝莱尔街区的一处建筑

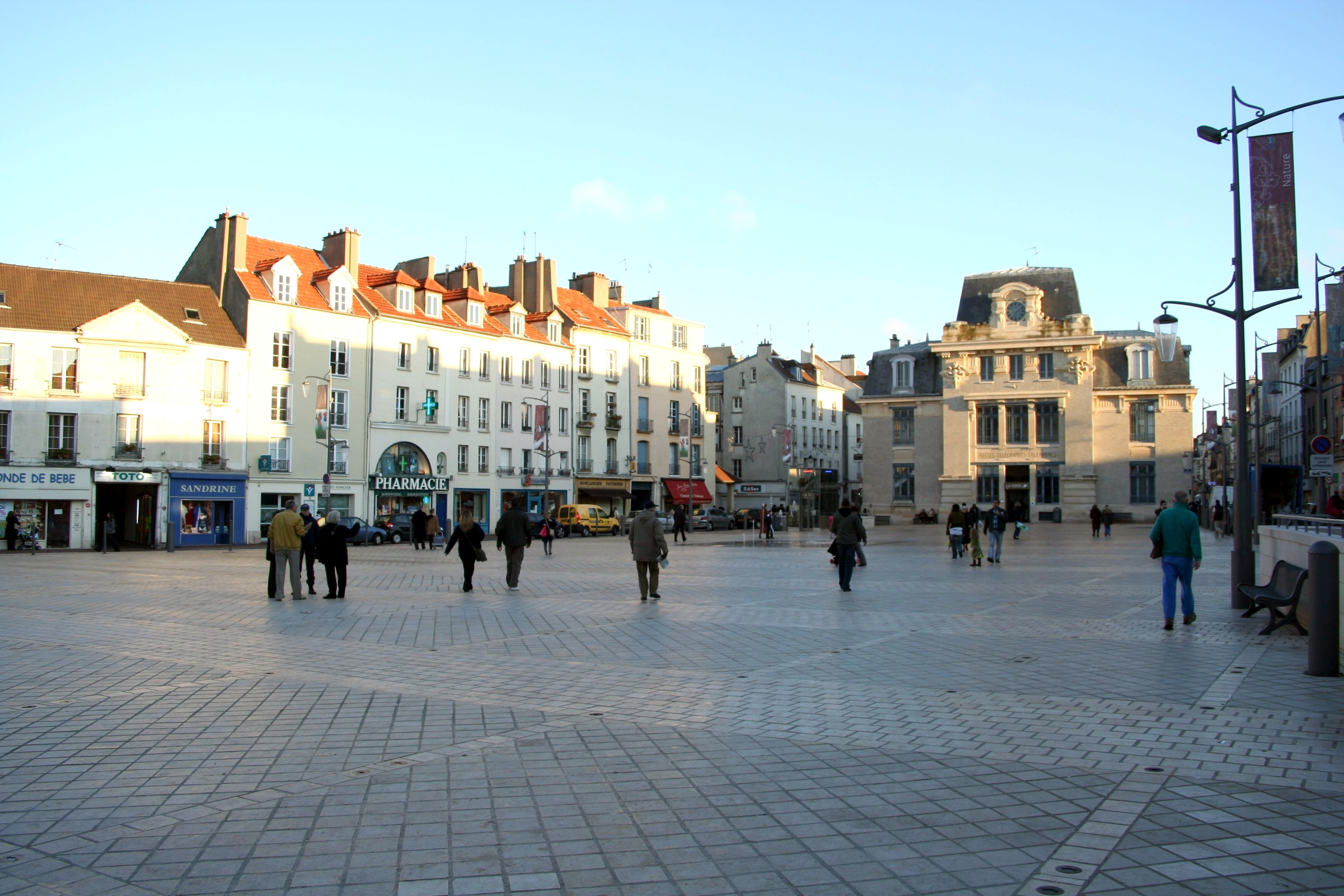
新集市广场

### 教育
圣日耳曼昂莱属于凡尔赛学区。截止2020年1月1日，圣日耳曼昂莱境内共有11所幼儿园、16所小学、8所初级中学、10所普通高中、1所农业高中和2所职业高中。2018至2019学年度，圣日耳曼昂莱境内共有在校中等教育阶段学生12,423名。
在高等教育方面，圣日耳曼昂莱政治学院成立于2013年，由塞尔吉-蓬图瓦兹大学和凡尔赛大学的部分院系整合而成，是法国的一所大学校，也是法国政治学院联盟成员。

### 医疗
截止2020年1月1日，圣日耳曼昂莱境内共有全科医生43名、保健师46名、牙医44名、护士26名、耳科医生5名、眼科医生8名、皮肤科医生5名、助产士8名、儿科医生5名和妇科医生14名。境内共有药房15家、养老院5家、残疾人帮扶中心4家。
普瓦西-圣日耳曼昂莱市际中心医院是法国的一个区域性医疗机构，其圣日耳曼昂莱病区位于圣日耳曼昂莱市区的阿尔马日街（rue Armagis），开设急救服务、心理诊所以及老年康复中心，共有床位391个，是当地规模最大的公立综合性医院。除此之外，圣日耳曼昂莱境内还有一所拥有136个床位的私立诊疗中心。

### 住房
2018年，圣日耳曼昂莱境内共有各类住房21,407套，其中19.7%为独立式居民区，79.2%为集中式居民区。常住房屋占圣日耳曼昂莱市镇范围内居民建筑总量的91%。
在住房保障政策方面，2020年，圣日耳曼昂莱境内共有2,491户家庭获得了住房经济补助，受益人数占总人口数量的5.6%，其中2,465份为房租补助。圣日耳曼昂莱市政府在其市镇范围内提供中级（intermédiaire）、经济型（social）和过渡型（passerelle）三种类型的廉租房。

### 商业
2019年，圣日耳曼昂莱境内共有各类实体商铺1,253家，其中餐厅168家、大型超市8家、杂货店23家、面包房33家、肉铺9家、书店15家、装饰品店5家、银行门店29家、美容美发店55家、汽车维修店21家。圣日耳曼昂莱市中心的新集市广场设有415处展位，每周末举办露天综合集市；其附近的巴黎街（rue de Paris）和旧集市街（rue du Vieux Marché）亦是当地主要的商业街道，沿街建有欧尚、Monoprix等商场。

### 环境
圣日耳曼昂莱的环境事务由其市政府以及其所属的公共社区共同负责。在生活垃圾处理方面，圣日耳曼昂莱市政府提供绿、蓝、棕三种不同类型的垃圾桶，分别收集玻璃、可回收和不可回收垃圾；此外，截至2021年10月，圣日耳曼昂莱境内共有数十处垃圾分类回收点和一辆特种垃圾车。当地的生活用水由法国苏伊士自来水公司负责，污水收集和处理则由两个混合工会共同监管。
在环境监测方面，2019年，圣日耳曼昂莱境内共有1家污染企业。法国国道N13线圣日耳曼昂莱段建有一处二氧化氮污染物监测站，2015年该站测得平均二氧化氮浓度为50µg/m³，超过了法国平均水平（24.8µg/m³），同时也超过了污染标准（40µg/m³）；此外，圣日耳曼昂莱境内还有一处水环境监测站，该地2015年测得的水体坤化物浓度为2µg/L、硝酸盐浓度为2.2mg/L，均低于法国平均水平。

### 治安
2019年，圣日耳曼昂莱市镇范围内共有一处派出所和1处宪兵队。
2014年，圣日耳曼昂莱及附近地区（共计14个市镇）共发生各类案件5,929起，其中盗窃类案件3,913起，经济类案件644起，毒品交易类案件492起。

### 通讯媒体
法国主要的媒体均可在圣日耳曼昂莱接收，伊夫林省电视台（TV78）在部分时段播出圣日耳曼昂莱所属区域的地方新闻。圣日耳曼昂莱市政府每天发行《圣日耳曼日报》（Journal de Saint-Germain），供民众免费阅览，并在Facebook、Twitter、YouTube等社交软件上均开设官方账号。

## 文化
2020年，圣日耳曼昂莱境内共有1家剧场、1家电影院、4家博物馆和1家音乐厅。圣日耳曼昂莱市政府提供乔治·桑（Georges Sand）和马克·费罗（Marc Ferro）两家多媒体中心，向公众全年开放。

### 城市形态

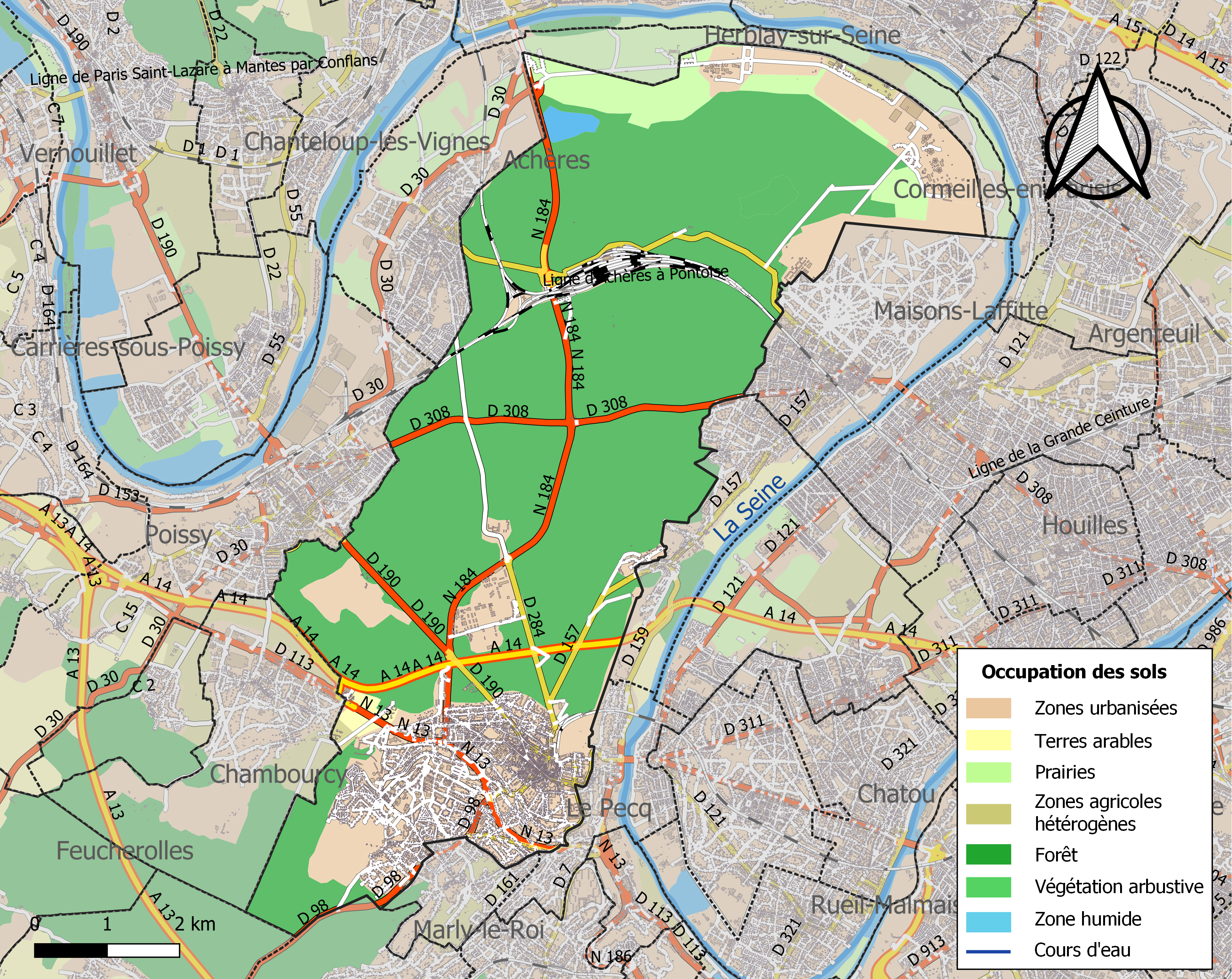
圣日耳曼昂莱土地利用情况地图

圣日耳曼昂莱位于塞纳河左岸的一处台地上，其城市起源于圣日耳曼昂莱森林南侧的一处小平坝上，后逐渐向西扩张。根据卡西尼地图判断，在18世纪时，圣日耳曼昂莱已成为一个区域性的交通枢纽，由讷伊向西引出前往上诺曼底方向的道路在圣日耳曼昂莱市中心一分为二：一条继续向西经尚布尔西沿塞纳河左岸延伸，一条向西北经普瓦西跨越塞纳河再沿河流右岸继续延伸，这两条道路在现代被扩建成为伊夫林省省道D113线和D190线，而道路的交汇处即为圣日耳曼昂莱历史城区中心的新集市广场。
圣日耳曼昂莱是伊夫林省面积最大的市镇，但其建成区面积只有1,157公顷，占市镇总面积的23.4%。此外，尽管其市中心距离塞纳河干流的直线距离只有700米，但其全境均未与塞纳河相邻，这一特征的形成与当地的自然环境有关：圣日耳曼昂莱市中心的北部和西部均为林地，而林地本身并未与河流接壤；东部与塞纳河畔的勒佩克之间则有较为明显的高差，为方便管理，历代统治者均未将两地合并。圣日耳曼昂莱南侧的国道N13线建于20世纪50年代，现为巴黎西部的一条重要交通干线，由于该公路车流量极大，且全程为地面道路并仅有一处干线公路跨线桥，故该公路的存在对当地的城市结构产生了严重的割裂，其西侧的贝莱尔街区因缺乏公共服务而出现了一系列社会问题。为缓解交通压力，该道路的改造计划已于2017年起逐步实施。
圣日耳曼昂莱的城市规划事务由其市政府负责，2021年2月21日，当地市政府通过了区域城市规划方案（PLU），为当地未来五年的城市建设提供了政策性指导。

### 建筑
圣日耳曼昂莱境内有32处法国国家文物保护单位，其中圣日耳曼昂莱城堡是当地的地标性建筑物，其主楼被开辟为法国国家考古博物馆。

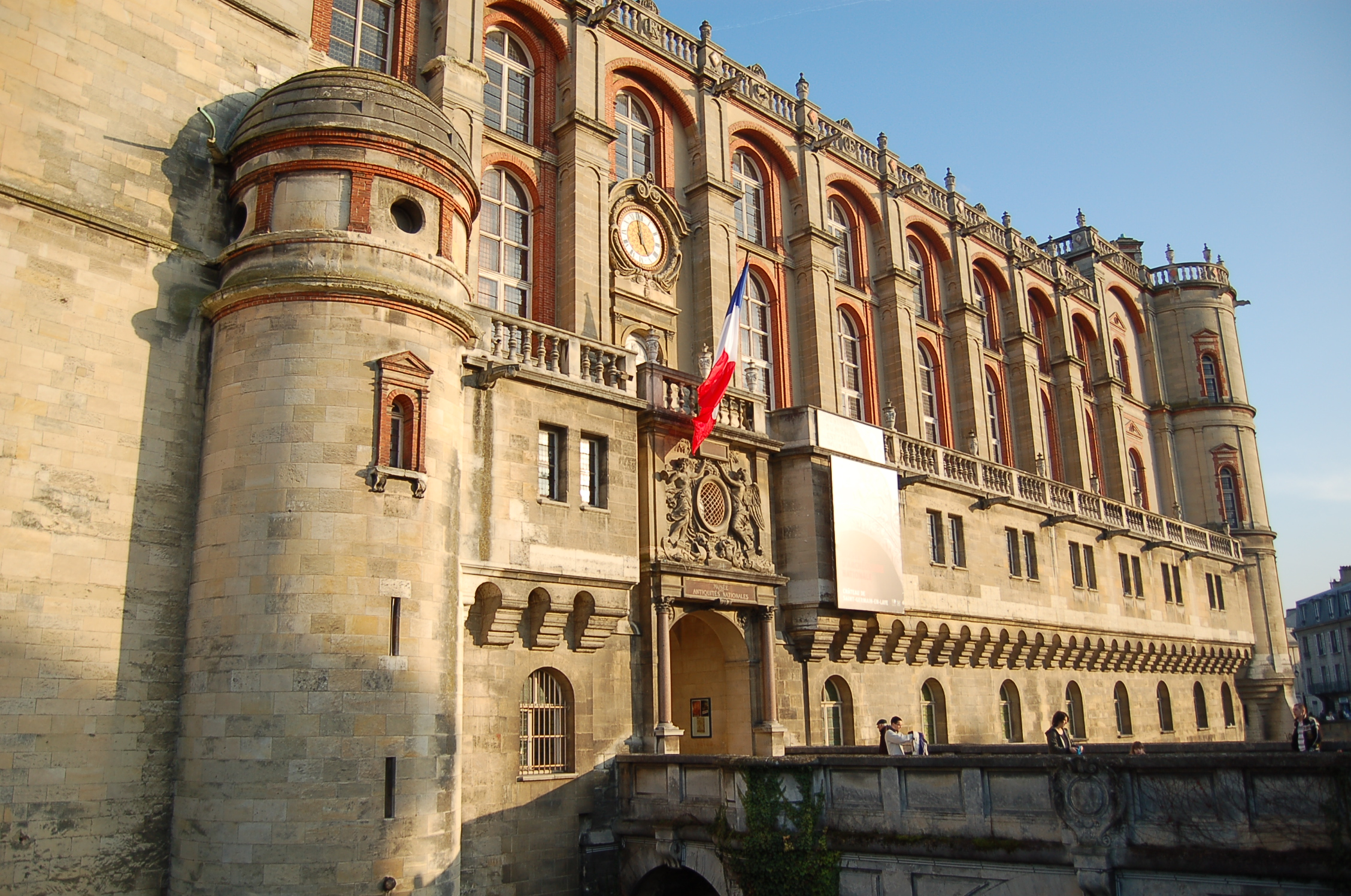
圣日耳曼昂莱城堡
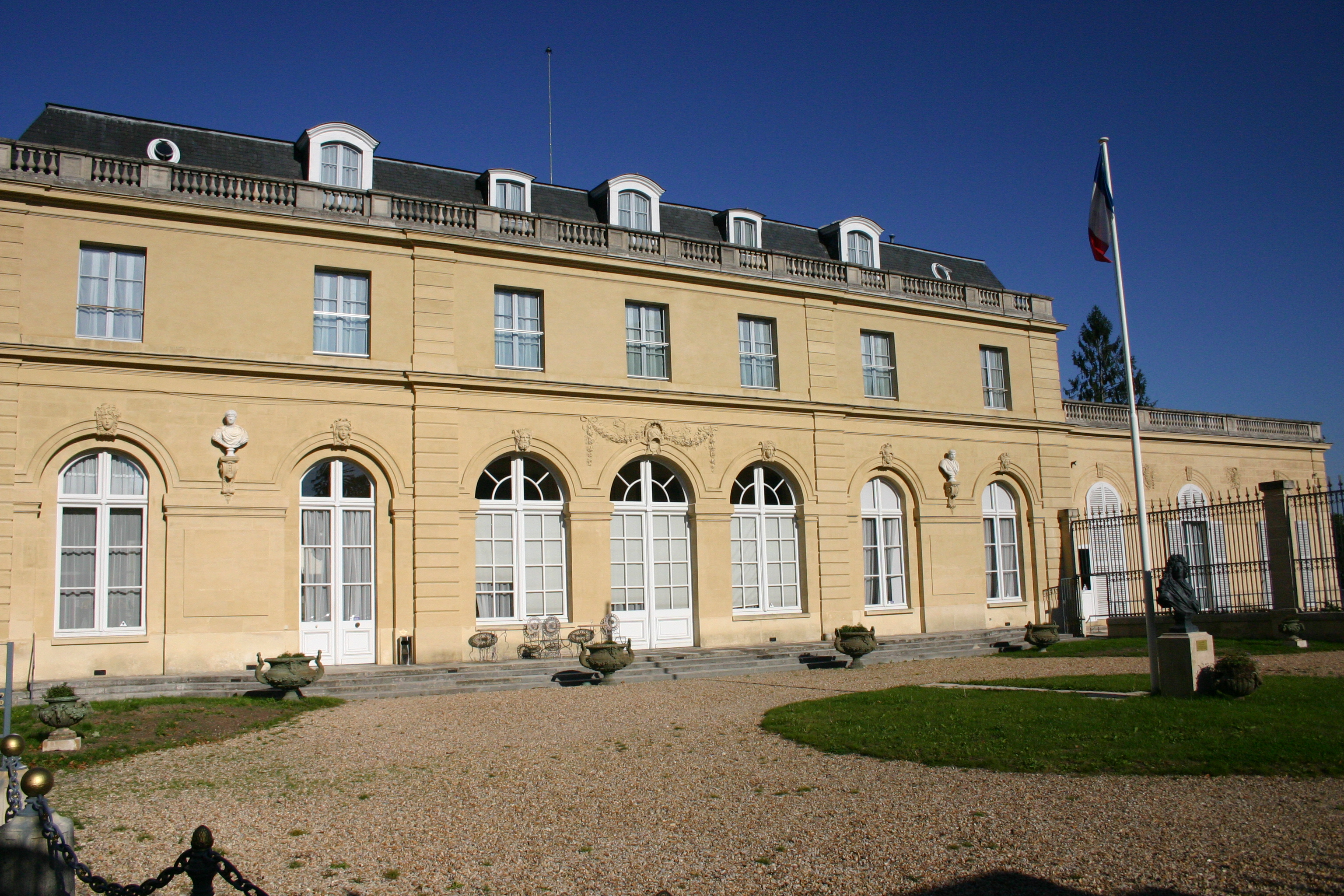
河谷城堡（法语：Château du Val (Saint-Germain-en-Laye)）
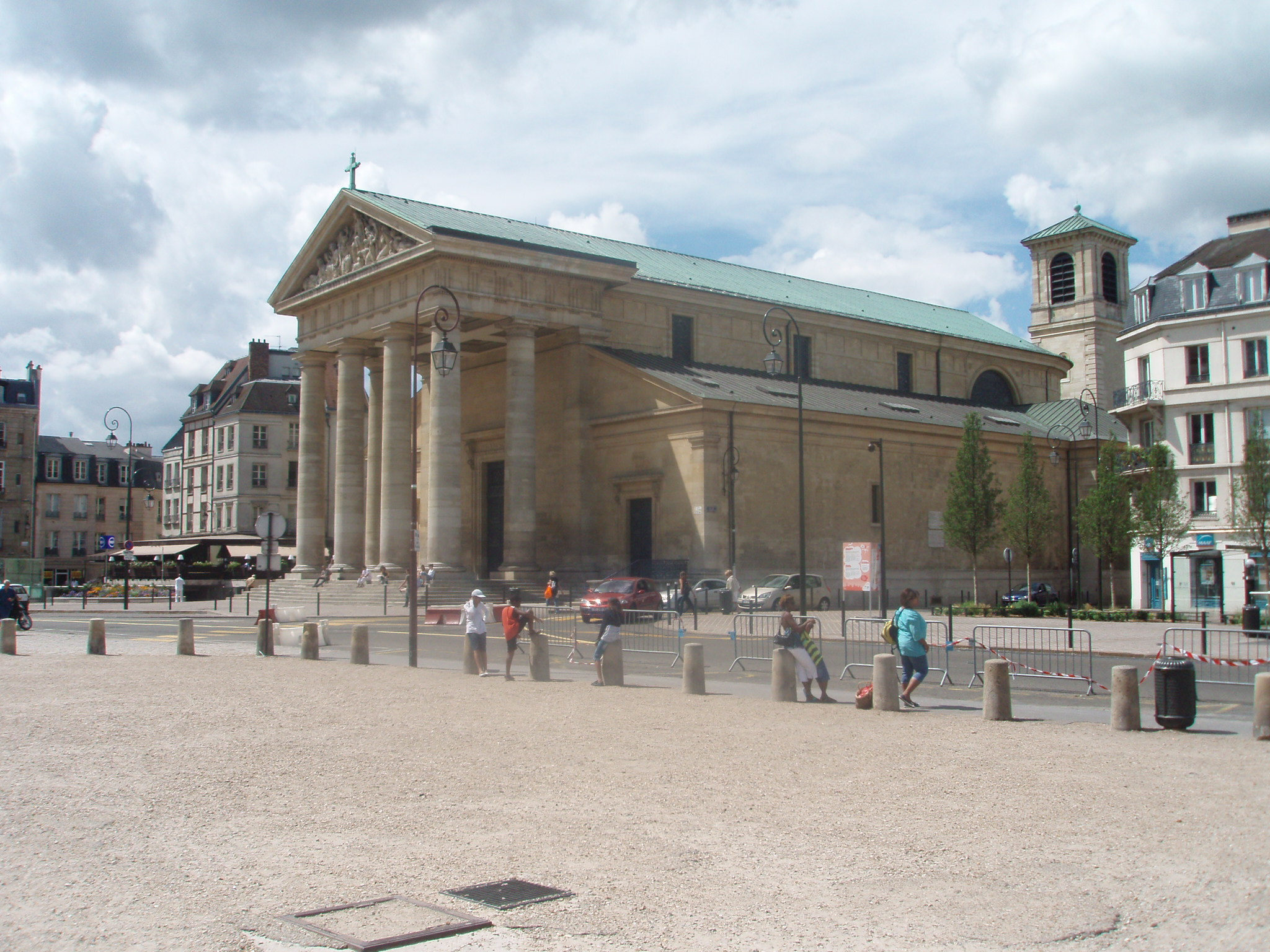
圣日耳曼教堂（法语：Église Saint-Germain de Saint-Germain-en-Laye）
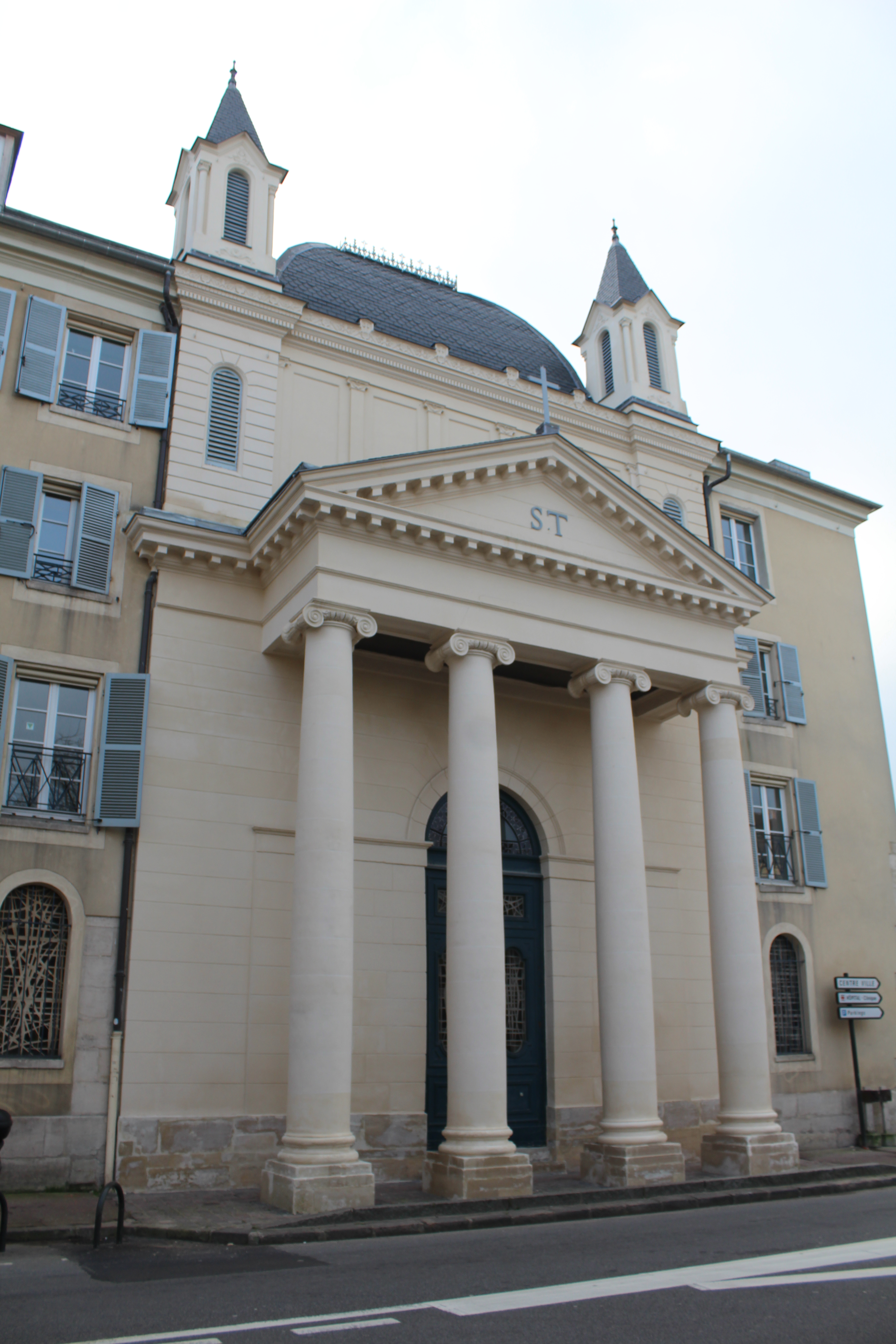
圣托马小教堂
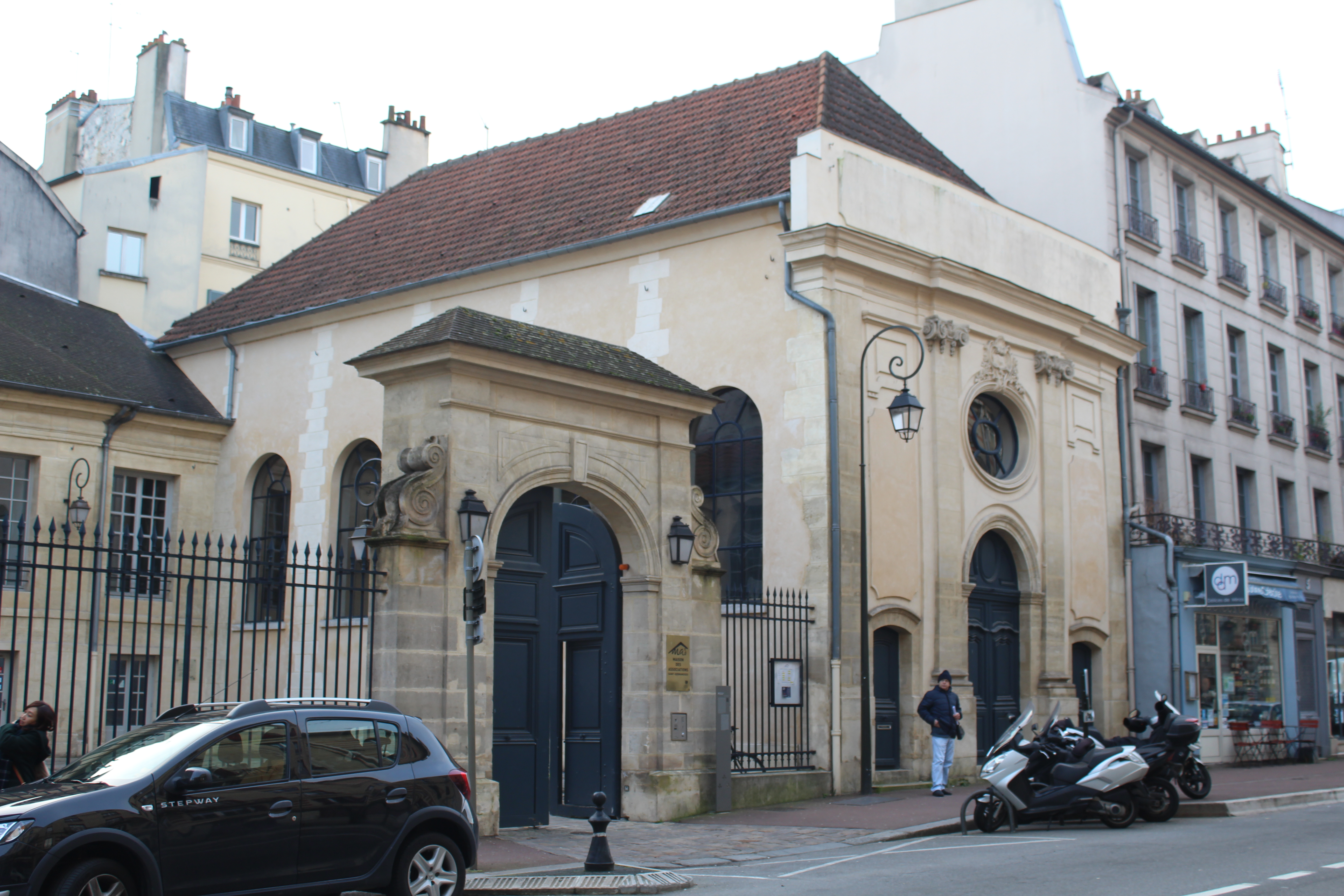
协会联合楼
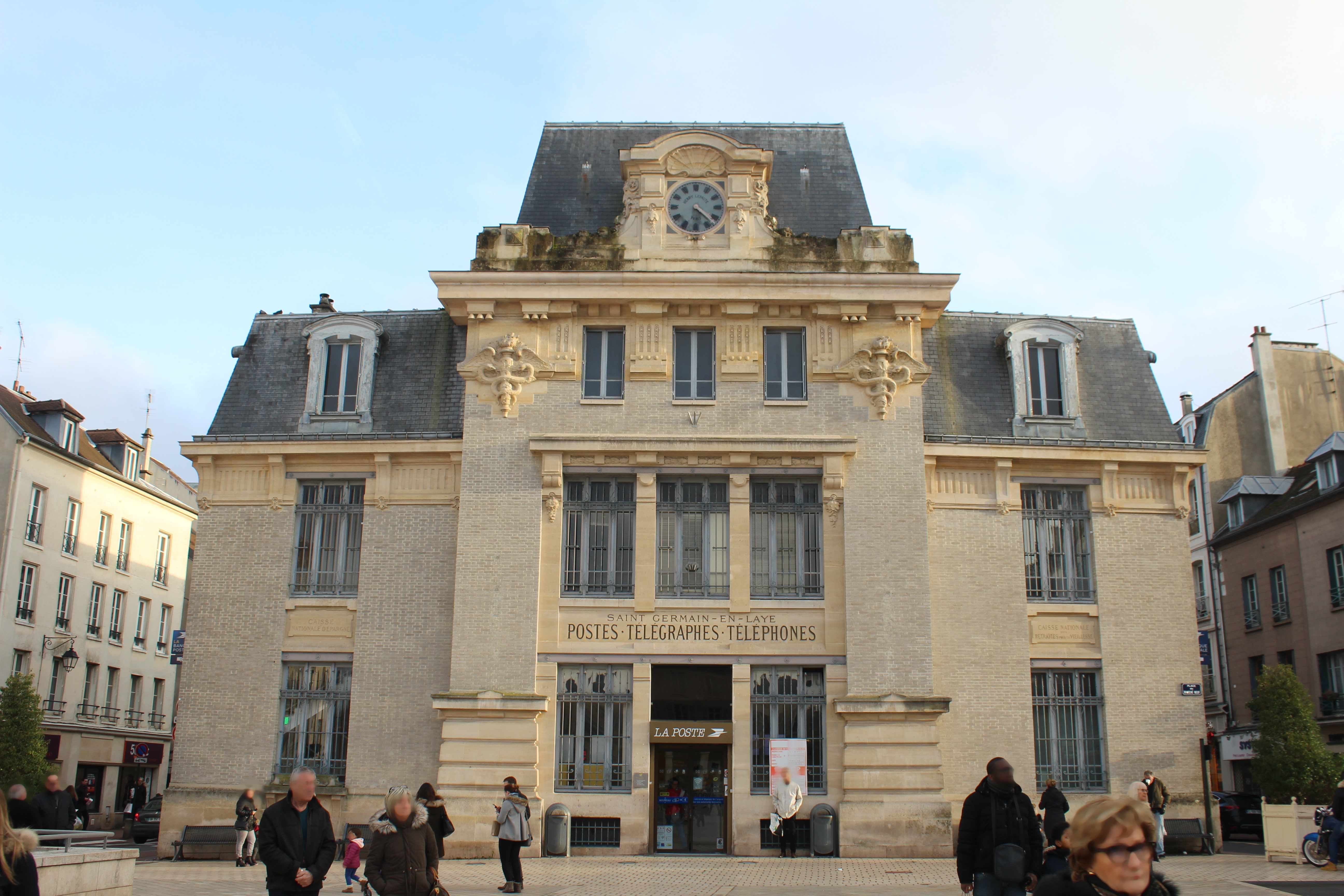
邮政大楼

### 旅游
圣日耳曼昂莱的旅游事务由当地市政府以及其所属的公共社区共同负责。圣日耳曼昂莱城堡是当地的核心旅游景点，其内部的法国国家考古博物馆以及大平台均被《米其林旅游指南》评为“两星级推荐”。圣日耳曼昂莱森林是伊夫林省面积第二大的森林，该区域开辟有多条道路，可供游客健身慢跑或步行游览。
在游客接待设施方面，截至2021年10月，圣日耳曼昂莱境内共有7家酒店，其中包括1家四星级酒店、2家三星级酒店和4家未评星酒店，共计296间房间。

### 宗教

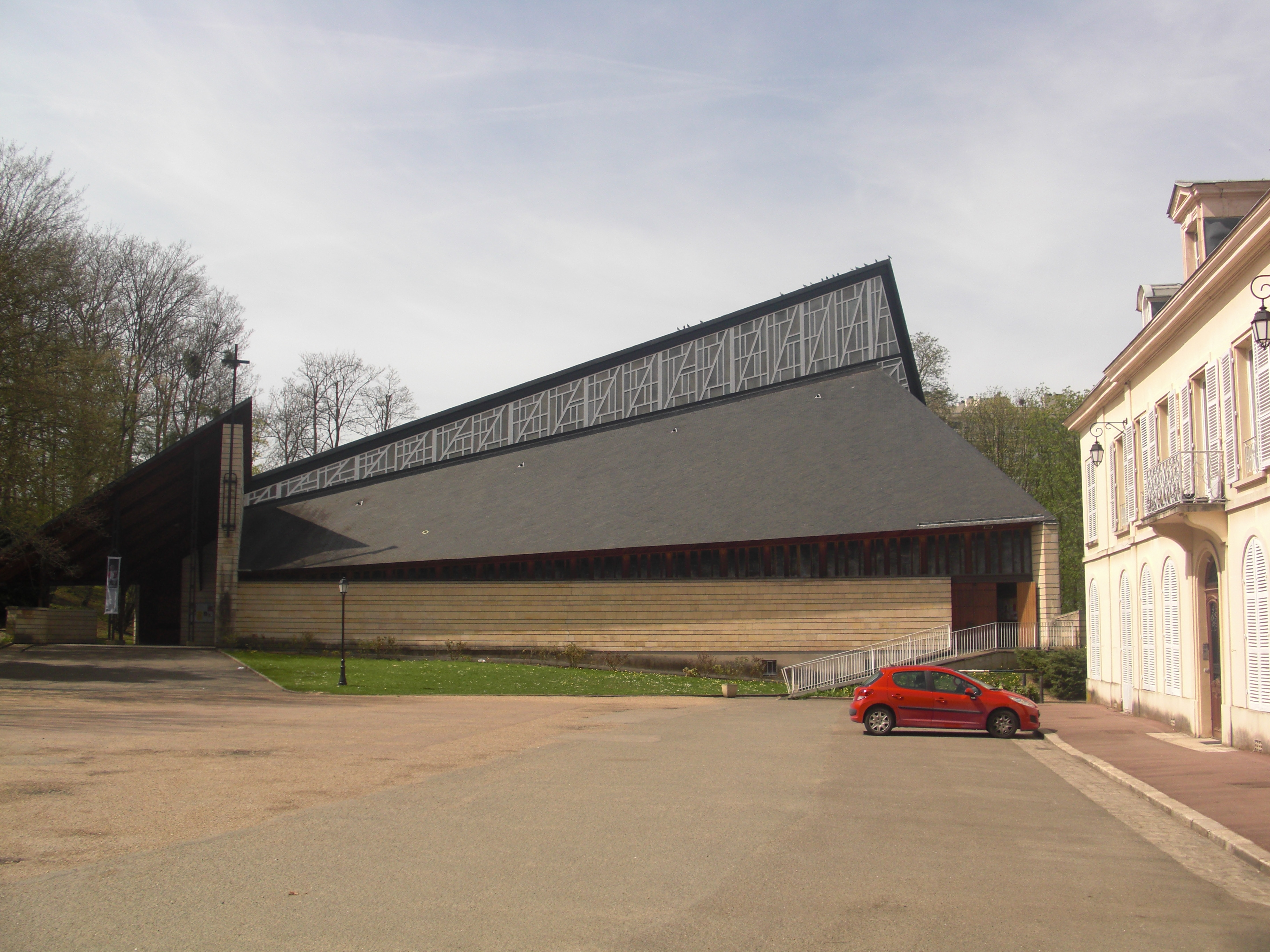
圣日耳曼昂莱圣莱热教堂

圣日耳曼昂莱是同名总铎区的首府，属于天主教凡尔赛教区，该教区的管辖范围与伊夫林省重合。截至2021年10月，圣日耳曼昂莱境内共有两处堂区：圣日耳曼教堂和圣莱热教堂。圣日耳曼昂莱境内设有马赛克穆斯林社团（Mosaïque Saint-Germain），该社团成立于2009年，在建立的同时也提出了圣日耳曼昂莱清真寺修建计划，其主体建筑于2019年5月动工，2021年7月因工程质量问题而暂停，截至2021年10月尚未复工。

### 体育
2020年，圣日耳曼昂莱境内共有2家游泳池、8间体育馆、1座综合体育场、39处网球场、1处马术场、5处足球或橄榄球场、5处篮球或排球场以及2处高尔夫球场。
截至2021年10月，圣日耳曼昂莱境内共有12,569名注册运动员以及70个各类体育项目的团体，其中圣日耳曼草地曲棍球俱乐部成立于1927年，2021至2022赛季参加法国男子草地曲棍球冠军联赛，是当地唯一的职业体育团队。
1970年，巴黎足球俱乐部与圣日耳曼体育会合并成为巴黎圣日耳曼足球俱乐部，圣日耳曼球场成为其主场，两年后该球队主场迁至巴黎市区，但“圣日耳曼”一名以及该球队队徽上的摇篮标志（象征圣日耳曼昂莱为路易十四的出生地）则得以保留。截至2021年10月，圣日耳曼昂莱境内共有两支注册足球俱乐部，其中圣日耳曼昂莱体育俱乐部（Saint-Germain-en-Laye F.C.）是当地的代表性足球队，2021至2022赛季参加伊夫林省足球联赛。

## 相关人物

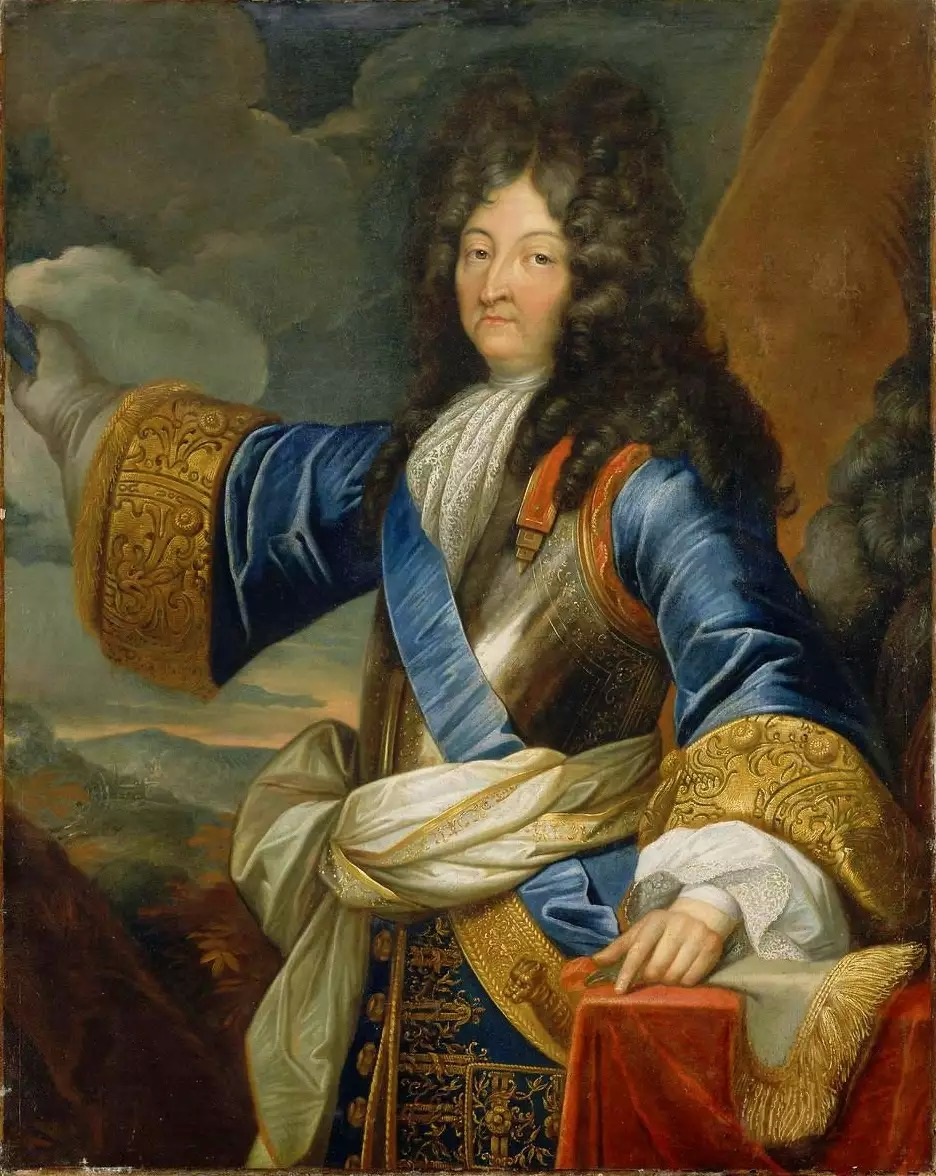
路易十四

以路易十四和法兰西的玛格丽特为代表的多名法兰西王国皇室成员诞生于圣日耳曼昂莱城堡内，此外出生于圣日耳曼昂莱的重要人物还有法国作曲家阿希尔-克洛德·德彪西和耶罕·阿兰、地质学家阿尔贝·戈德里、法籍美裔数学家塞尔日·兰、法国外交官克里斯蒂安·富歇、马术运动员夏尔·马里昂、女子网球运动员卡罗琳·加西娅、游泳运动员大卫·奥布里、击剑运动员朱利安·梅尔蒂纳、女政治家玛丽昂·马雷夏尔-勒庞等。法国政治家阿道夫·梯也尔逝世于圣日耳曼昂莱，当地有以其命名的广场。

## 友好城市
截至2021年10月，圣日耳曼昂莱共与五座城市互为友好城市关系：
- 德国 阿沙芬堡（1975年）[19]
- 摩洛哥 特马拉（1982年）[文 20]
- 英国 艾爾（1984年）[19]
- 美国 溫徹斯特（1990年）[19]
- 波蘭 康斯坦欽-耶焦爾納（1992年）[19]

### 文献网站
- [INSEE关于圣日耳曼昂莱市镇的各类数据统计].   [2021-10-28]. （原始内容存档于2022-01-02） （法语）.
- [圣日耳曼昂莱城市区域规划总体方案].   [2021-10-28]. （原始内容存档于2022-03-02） （法语）.
- Roselyne Bussière. . Paris/Versailles: Inventaire général du Patrimoine et Association Pour le Patrimoine d'Île-de-France. 1997: 86. ISBN 2-905913-17-7 （法语）.
- Roselyne Bussière. . Association Patrimoine. 1994. ISBN 978-2-905913-12-8 （法语）.

### 分类资料
历史类
1. ↑  sagesse-orthodoxe.fr. . sagesse-orthodoxe.fr.   [2021-10-23]. （原始内容存档于2021-10-23） （法语）.
2. ↑  Dom Jacques du Breul. . Société des imprimeurs  (编). . Paris. 1639: 222 （法语）.
3. ↑  Roger Berthon. . Les forêts de France. Cidap. 1957: 89. ISBN 9782402184502 （法语）.
4. ↑  franceculture.fr. . franceculture.fr. 2020-11-07  [2021-10-22]. （原始内容存档于2022-01-05） （法语）.
5. ↑  frontenac-ameriques.org. . frontenac-ameriques.org.   [2021-10-22]. （原始内容存档于2022-01-16） （法语）.
6. ↑  Pierre Torry. . . Floch. 1927: 11 （法语）.
7. ↑  fr.news.yahoo.com. . fr.news.yahoo.com. 2015-04-03  [2021-10-22]. （原始内容存档于2021-10-22） （法语）.
8. ↑  montjoye.net. . montjoye.net. 2019-04-09  [2021-10-22]. （原始内容存档于2021-10-26） （法语）.
9. ↑  Alain Villes. . Editions du Patrimoine. 2014: 64. ISBN 978-2757704073 （法语）.
10. ↑  Louis Eugène Robert. . Paris: Paulin. 1843 （法语）.
11. ↑  Amable Sablon du Corail. Belin , 编. . 2011: 496. ISBN 2-7011-5245-3 （法语）.
12. ↑  François Boulet. . . Paris: Les Presses Franciliennes. 2006: 576. ISBN 2-9520091-8-X （法语）.
13. ↑  anecdotrip.com. . anecdotrip.com. 2020-03-06  [2021-10-23]. （原始内容存档于2021-10-27） （法语）.
14. ↑  Marie Cérati. Sorbier , 编. . 1981: 226 （法语）.
15. ↑  Yves Cazaux. Albin Michel , 编. . Figures d'histoire. Paris. 1973: 412 （法语）.
16. ↑  Florian Meunier. Picard , 编. . Paris. 2015: 360. ISBN 978-2-7084-0975-0 （法语）.
17. ↑  Louis de Sivry. . . Saint-Germain-en-Laye: Chez Beau. 1848: 31 （法语）.
18. ↑  Jérémie Foa. . Limoges: Presses universitaires de Limoges (PULIM). 2015: 545. ISBN 978-2-84287-643-2 （法语）.
19. ↑  Digithèque MJP. . mjp.univ-perp.fr.   [2021-10-26]. （原始内容存档于2016-04-23） （法语）.
20. ↑  François Bluche. . Paris: Arthème Fayard. 1986 （法语）.
21. ↑  lefigaro.fr. . lefigaro.fr. 2012-06-13  [2021-10-29]. （原始内容存档于2022-02-08） （法语）.
22. ↑  Georges Lacour-Gayet. Calmann-Lévy , 编. . 1935: 119 （法语）.
23. ↑  Emmanuel Lurin. . Histoire. Les Presses Franciliennes. 2010: 196. ISBN 978-2952721486 （法语）.
24. ↑  Ville de Saint-Germain-en-Laye. . saintgermainenlaye.fr.   [2021-10-23]. （原始内容存档于2021-12-28） （法语）.
25. ↑  Agnès Cerbelaud-Salagnac. Scrineo , 编. . Paris. 2012: 133. ISBN 978-2-9197-5516-5 （法语）.
26. ↑  . data.bnf.fr.   [2021-10-23]. （原始内容存档于2021-10-24） （法语）.
27. ↑  Hélène Solignac de Saint-Cernin. . Université libre de Saint-Germain-en-Laye et sa région. 2001 （法语）.
28. ↑  Claude Wagner. Valhermeil , 编. . 1997. ISBN 2-905684-85-2 （法语）.
29. ↑  Georges Morgain. . Sirey. 1927 （法语）.
30. ↑  Maurice Veillon. Ville de Saint-Germain-en-Laye , 编. . 1984 （法语）.
31. ↑  Simon, Duke. . Oxford University Press for SIPRI. 1989 （英语）.
32. ↑  原文：Saint-Germain-en-Laye, ville magnifique qui tient au plus profond de notre histoire.
33. ↑  amisvieuxsaintgermain.org. . amisvieuxsaintgermain.org.   [2021-10-29]. （原始内容存档于2021-10-26） （法语）.
34. ↑  Les Echos. . lesechos.fr. 2018-10-11  [2021-10-27]. （原始内容存档于2021-10-29） （法语）.

地理类
1. ↑  sigessn.brgm.fr. . sigessn.brgm.fr.   [2021-10-28]. （原始内容存档于2021-10-31） （法语）.
2. ↑  onvqf.over-blog.com. . onvqf.over-blog.com. 2015-12-29  [2021-10-28]. （原始内容存档于2021-10-31） （法语）.
3. ↑  . lexpress.fr. 2015-12-11  [2021-03-14]. （原始内容存档于2015-12-13） （法语）.
4. ↑  insee.fr. . insee.fr.   [2021-09-08]. （原始内容存档于2021-06-07） （法语）.
5. ↑  insee.fr. . insee.fr.   [2021-09-08]. （原始内容存档于2021-07-13） （法语）.
6. ↑  insee.fr. . insee.fr.   [2021-09-08]. （原始内容存档于2021-06-07） （法语）.
7. ↑  insee.fr. . insee.fr.   [2021-09-08]. （原始内容存档于2018-07-24） （法语）.
8. ↑  insee.fr. . insee.fr.   [2021-09-08]. （原始内容存档于2018-07-24） （法语）.
9. ↑  insee.fr. . insee.fr.   [2021-09-08]. （原始内容存档于2020-11-10） （法语）.
10. ↑  insee.fr. . insee.fr.   [2021-09-08]. （原始内容存档于2020-11-15） （法语）.
11. ↑  sig.ville.gouv.fr. . sig.ville.gouv.fr.   [2021-10-12]. （原始内容存档于2021-10-28） （法语）.
12. ↑  kelquartier.com. . kelquartier.com.   [2021-10-28]. （原始内容存档于2021-10-28） （法语）.
13. ↑  ville de Saint-Germain-en-Laye. . saintgermainenlaye.fr.   [2021-10-28]. （原始内容存档于2021-12-29） （法语）.
14. ↑  RATP. . data.ratp.fr.   [2021-10-28]. （原始内容存档于2021-10-30） （法语）.
15. ↑  Île de France Mobilité. . iledefrance-mobilites.fr.   [2021-10-28]. （原始内容存档于2022-01-29） （法语）.

社科类
1. ↑  Céline Evain. . actu.fr. 2021-03-09  [2021-10-27]. （原始内容存档于2021-10-30） （法语）.
2. ↑  IDFM. . iledefrance-mobilites.fr.   [2021-10-22]. （原始内容存档于2020-12-01） （法语）.
3. ↑  . elections.interieur.gouv.fr.   [2020-06-17]. （原始内容存档于2020-06-06） （法语）.
4. ↑  . en-marche.fr.   [2021-10-27]. （原始内容存档于2020-11-12） （法语）.
5. ↑  Ministère de l'Intérieur (编). . interieur.gouv.fr. 2019-05-26  [2021-10-27]. （原始内容存档于2021-10-27） （法语）.
6. ↑  Ministère de l'Intérieur (编). . interieur.gouv.fr.   [2021-10-27]. （原始内容存档于2021-10-27） （法语）.
7. ↑  Ministère de l'Intérieur (编). . interieur.gouv.fr.   [2021-10-27]. （原始内容存档于2021-10-29） （法语）.
8. ↑  Cassini. . cassini.ehess.fr.   [2021-10-25]. （原始内容存档于2022-01-02） （法语）.
9. ↑  Cassini. . cassini.ehess.fr.   [2021-10-25]. （原始内容存档于2021-05-01） （法语）.
10. ↑  insee.fr. . insee.fr.   [2021-10-25]. （原始内容存档于2021-05-01） （法语）.
11. ↑  Commune de Saint-Germain-en-Laye (78551) - commune actuelle（法文）
12. ↑  Le Figaro (编). . entreprises.lefigaro.fr.   [2021-10-25]. （原始内容存档于2021-10-27） （法语）.
13. ↑  demarchesadministratives.fr (编). . demarchesadministratives.fr.   [2021-10-28]. （原始内容存档于2021-10-30） （法语）.
14. ↑  Manageo (编). . manageo.fr.   [2021-10-25]. （原始内容存档于2021-10-26） （法语）.
15. ↑  Le Figaro (编). . entreprises.lefigaro.fr.   [2021-10-28]. （原始内容存档于2021-10-30） （法语）.
16. ↑  Le Figaro (编). . entreprises.lefigaro.fr.   [2021-10-28]. （原始内容存档于2021-10-28） （法语）.
17. ↑  Le Figaro (编). . entreprises.lefigaro.fr.   [2021-10-28]. （原始内容存档于2021-10-30） （法语）.
18. ↑  Le Figaro (编). . entreprises.lefigaro.fr.   [2021-10-28]. （原始内容存档于2021-10-30） （法语）.
19. ↑  Le Figaro (编). . entreprises.lefigaro.fr.   [2021-10-28]. （原始内容存档于2021-10-30） （法语）.
20. ↑  JDN (编). . journaldunet.fr.   [2021-10-25]. （原始内容存档于2021-10-27） （法语）.
21. ↑  Ministère de la Cohésion des territoires et des Relations avec les collectivités territoriales (编). . cohesion-territoires.gouv.fr.   [2021-10-25]. （原始内容存档于2021-10-27） （法语）.
22. ↑  JDN (编). . journaldunet.fr.   [2021-10-25]. （原始内容存档于2021-10-27） （法语）.
23. ↑  JDN (编). . journaldunet.fr.   [2021-10-25]. （原始内容存档于2021-10-27） （法语）.
24. ↑  Académie de Versailles (编). . ac-versailles.fr.   [2021-02-04]. （原始内容存档于2020-05-09） （法语）.
25. ↑  . linternaute.com.   [2021-10-25]. （原始内容存档于2021-10-27） （法语）.
26. ↑  . villedata.fr.   [2021-10-25]. （原始内容存档于2022-01-19） （法语）.
27. ↑  . letudiant.fr.   [2021-10-25]. （原始内容存档于2021-10-27） （法语）.
28. ↑  FHF. . etablissements.fhf.fr.   [2021-10-25]. （原始内容存档于2021-10-27） （法语）.
29. ↑  ville de Saint-Germain-en-Laye (编). . saintgermainenlaye.fr.   [2021-10-25]. （原始内容存档于2021-12-29） （法语）.
30. ↑  FHF. . etablissements.fhf.fr.   [2021-10-25]. （原始内容存档于2021-10-27） （法语）.
31. ↑  ville de Saint-Germain-en-Laye. . saintgermainenlaye.fr.   [2021-10-28]. （原始内容存档于2021-12-28） （法语）.
32. ↑  . linternaute.com.   [2021-10-25]. （原始内容存档于2021-10-27） （法语）.
33. ↑  ville de Saint-Germain-en-Laye. . saintgermainenlaye.fr.   [2021-10-28]. （原始内容存档于2022-03-02） （法语）.
34. ↑  . linternaute.com.   [2021-10-25]. （原始内容存档于2021-10-25） （法语）.
35. ↑  . saintgermainenlaye.fr.   [2021-10-25]. （原始内容存档于2022-03-02） （法语）.
36. ↑  ville de Saint-Germain-en-Laye. . saintgermainenlaye.fr.   [2021-10-28]. （原始内容存档于2022-03-02） （法语）.
37. ↑  ville de Saint-Germain-en-Laye. . saintgermainenlaye.fr.   [2021-10-28]. （原始内容存档于2022-03-02） （法语）.
38. ↑  . services.eaufrance.fr.   [2021-10-28]. （原始内容存档于2021-10-28） （法语）.
39. ↑  . linternaute.com.   [2021-10-26]. （原始内容存档于2021-10-26） （法语）.
40. ↑  . linternaute.com.   [2021-10-26]. （原始内容存档于2021-10-28） （法语）.
41. ↑  . lannuaire.service-public.fr.   [2021-10-25]. （原始内容存档于2021-10-25） （法语）.
42. ↑  . lannuaire.service-public.fr.   [2021-10-25]. （原始内容存档于2021-10-25） （法语）.
43. ↑  . linternaute.com.   [2021-10-25]. （原始内容存档于2021-10-27） （法语）.
44. ↑  TV78 (编). . tv78.com.   [2021-10-25]. （原始内容存档于2021-10-25） （法语）.
45. ↑  ville de Saint-Germain-en-Laye (编). . saintgermainenlaye.fr.   [2021-10-28]. （原始内容存档于2021-12-28） （法语）.
46. ↑  ville de Saint-Germain-en-Laye (编). . saintgermainenlaye.fr.   [2021-10-28]. （原始内容存档于2022-03-02） （法语）.
47. ↑  Philippe Roudeillat. . actu.fr. 2021-07-12  [2021-10-27]. （原始内容存档于2021-10-30） （法语）.

文化类
1. ↑  culture.gouv.fr. . culture.gouv.fr.   [2021-10-23]. （原始内容存档于2022-03-14） （法语）.
2. ↑  Le Parisien. . leparisien.fr. 2018-05-15  [2021-10-23]. （原始内容存档于2021-10-26） （法语）.
3. ↑  Médiathèque de Saint-Germain-en-Laye (编). . mediatheques.saintgermainenlaye.fr.   [2021-10-26] （法语）.
4. ↑  . leparisien.fr. 2019-06-30  [2021-10-28]. （原始内容存档于2021-10-31） （法语）.
5. ↑  . leparisien.fr. 2017-02-20  [2021-10-28]. （原始内容存档于2021-10-31） （法语）.
6. ↑  . monumentum.fr.   [2021-10-25]. （原始内容存档于2021-10-25） （法语）.
7. ↑  . sortir-yvelines.fr.   [2021-10-25]. （原始内容存档于2021-10-27） （法语）.
8. ↑  . viamichelin.fr.   [2021-10-27]. （原始内容存档于2021-10-29） （法语）.
9. ↑  . viamichelin.fr.   [2021-10-27]. （原始内容存档于2021-10-29） （法语）.
10. ↑  . sortir-yvelines.fr.   [2021-10-28]. （原始内容存档于2021-10-30） （法语）.
11. ↑  Diocèse de Versailles. . catholique78.fr.   [2021-10-27]. （原始内容存档于2021-10-29） （法语）.
12. ↑  Diocèse de Versailles. . catholique78.fr.   [2021-10-27]. （原始内容存档于2021-10-29） （法语）.
13. ↑  Diocèse de Versailles. . catholique78.fr.   [2021-10-27]. （原始内容存档于2021-10-29） （法语）.
14. ↑  . mosaique-saintgermain.fr.   [2021-10-27]. （原始内容存档于2021-10-28） （法语）.
15. ↑  ville de Saint-Germain-en-Laye. . saintgermainenlaye.fr.   [2021-10-25]. （原始内容存档于2021-12-28） （法语）.
16. ↑  LesSports.info. . les-sports.info.   [2021-10-25]. （原始内容存档于2021-10-27） （法语）.
17. ↑  Damien Dôle-Chabourine; Philippe Goguet. . Paris: Marabout. 2020: 256. ISBN 978-2-501155-17-5 （法语）.
18. ↑  FÉDÉRATION FRANÇAISE DE FOOTBALL - LIGUE DE PARIS ILE-DE-FRANCE (编). . paris-idf.fff.fr.   [2021-10-25]. （原始内容存档于2021-10-27） （法语）.
19. ↑  FÉDÉRATION FRANÇAISE DE FOOTBALL - LIGUE DE PARIS ILE-DE-FRANCE (编). . paris-idf.fff.fr.   [2021-10-25]. （原始内容存档于2021-10-27） （法语）.
20. ↑  actu.fr (编). . actu.fr.   [2021-10-26]. （原始内容存档于2022-01-02） （法语）.

综合类
1. ↑  周定国 (编). . . 北京: 中国对外翻译出版公司. 2007. ISBN 978-7-500-10753-8. OCLC 885528603. OL 23943703M. NLC 003756704 （中文（中国大陆））.
2. 1 2 3 4  communes.com. . communes.com.   [2021-10-23]. （原始内容存档于2021-10-27） （法语）.
3. 1 2 3 4 5 6 7 8 9 10 11 12 13 14 15 16  Géoportail. . geoportail.fr.   [2021-10-23]. （原始内容存档于2021-10-25） （法语）.
4. 1 2 3 4  saintgermainenlaye.fr. . saintgermainenlaye.fr.   [2021-10-22]. （原始内容存档于2021-12-29） （法语）.
5. 1 2 3 4 5  amisvieuxsaintgermain.org. . amisvieuxsaintgermain.org.   [2021-10-22]. （原始内容存档于2021-10-26） （法语）.
6. 1 2 3 4 5  Frédéric de Gournay. . Bulletin des Amis du Vieux Saint-Germain. 2009: 49. ISSN 1761-7049 （法语）.
7. 1 2  François Palau; Maguy Palau. Palau , 编. . 1995: 217. ISBN 9782950942104 （法语）.
8. 1 2 3 4 5 6  amisvieuxsaintgermain.org. . amisvieuxsaintgermain.org.   [2021-10-22]. （原始内容存档于2021-10-26） （法语）.
9. 1 2 3 4  amisvieuxsaintgermain.org. . amisvieuxsaintgermain.org.   [2021-10-22]. （原始内容存档于2022-03-02） （法语）.
10. 1 2 3 4  . linternaute.com.   [2021-10-25]. （原始内容存档于2021-10-25） （法语）.
11. 1 2 3  . linternaute.fr.   [2021-10-23]. （原始内容存档于2021-12-10） （法语）.
12. 1 2  . infoclimat.fr.   [2021-10-25]. （原始内容存档于2021-10-27） （法语）.
13. 1 2  . infoclimat.fr.   [2020-05-13]. （原始内容存档于2020-11-02） （法语）.
14. 1 2  . linternaute.com.   [2021-10-25]. （原始内容存档于2021-10-27） （法语）.
15. 1 2  Le Monde (编). . lemonde.fr.   [2021-10-25]. （原始内容存档于2022-02-28） （法语）.
16. 1 2 3  INSEE, Dossier complet - Commune de Saint-Germain-en-Laye (78551), Caractéristiques des établissements fin 2018 （法文）
17. 1 2  . linternaute.com.   [2021-10-25]. （原始内容存档于2021-10-27） （法语）.
18. 1 2 3  . linternaute.com.   [2021-10-25]. （原始内容存档于2021-10-27） （法语）.
19. 1 2 3 4  ville de Saint-Germain-en-Laye (编). . saintgermainenlaye.fr.   [2021-10-26]. （原始内容存档于2022-01-02） （法语）.